# Liste von Windmühlen in Niedersachsen
Die Liste von Windmühlen in Niedersachsen gibt einen Überblick über Windmühlen unterschiedlichen Erhaltungszustandes im Land Niedersachsen. Ein Teil der Mühlen gehört zur Niedersächsischen Mühlenstraße.

## Mühlen

### Landkreis Ammerland
Link zu einem Kartenansichtstool, um Koordinaten zu setzen.
| Bild                              | Mühle                       | Lage                                                      | Typ              | Erbaut | Bemerkungen |
| --------------------------------- | --------------------------- | --------------------------------------------------------- | ---------------- | ------ | --- |
| weitere Bilder \| Fotos hochladen | Hüllsteder Mühle            | Bad Zwischenahn (53° 11′ 0″ N, 8° 0′ 57″ O)               | Galerieholländer | 1811   | Ursprünglicher Standort: Hüllstede. 1960 Wiederaufbau im Freilichtmuseum Bad Zwischenahn; denkmalgeschützt. Station 91 der Niedersächsischen Mühlenstraße/Region Ostfriesland.                       |
| weitere Bilder \| Fotos hochladen | Kokermühle Edewecht         | Edewecht (53° 7′ 57″ N, 7° 59′ 13″ O)                     | Kokerwindmühle   | 2000   | Nachbau der Originalmühle von 1879 |
| weitere Bilder \| Fotos hochladen | Kokermühle Jeddeloh         | Jeddeloh II, Edewecht (53° 4′ 39″ N, 8° 2′ 54″ O)         | Kokerwindmühle   |        | |
| weitere Bilder \| Fotos hochladen | Mühle Joosten               | Edewecht (53° 7′ 25″ N, 7° 59′ 4″ O)                      | Galerieholländer |        | |
| weitere Bilder \| Fotos hochladen | Mühle Ekern / Ekerner Mühle | Ekern, Bad Zwischenahn (53° 9′ 52″ N, 8° 0′ 0″ O)         | Galerieholländer | 1910   | 1997 Abschluss der Sanierung; denkmalgeschützt. Station 90 der Niedersächsischen Mühlenstraße/Region Ostfriesland.                                                                                   |
| weitere Bilder \| Fotos hochladen | Hengstforder Mühle Wikidata | Hengstforde, Apen (53° 13′ 1″ N, 7° 47′ 10″ O)            | Galerieholländer | 1882   | 1995–1998 komplett saniert; denkmalgeschützt. Station 84 der Niedersächsischen Mühlenstraße/Region Ostfriesland.                                                                                     |
| weitere Bilder \| Fotos hochladen | Rügenwalder Mühle Wikidata  | Kayhausen, Bad Zwischenahn (53° 11′ 4″ N, 8° 1′ 58″ O)    | Turmholländer    | 2012   | Vergegenständlichung des Firmenlogos in Form einer funktionstüchtigen Salzmühle |
| weitere Bilder \| Fotos hochladen | Querensteder Mühle          | Querenstede, Bad Zwischenahn (53° 9′ 35″ N, 7° 57′ 18″ O) | Galerieholländer | 1924   | 1934 Kulisse für die Verfilmung des Stückes „Streit um Jolanthe“ (August Hinrichs). 1998–2001 komplett saniert; denkmalgeschützt. Station 91 der Niedersächsischen Mühlenstraße/Region Ostfriesland. |
| weitere Bilder \| Fotos hochladen | Mühle Kruse-Deeken          | Westerscheps, Edewecht (53° 7′ 53″ N, 7° 53′ 6″ O)        | Galerieholländer | 1799   | Die Mühlentechnik ist vorhanden und funktionsfähig; denkmalgeschützt. Station 94 der Niedersächsischen Mühlenstraße/Region Ostfriesland.                                                             |
| weitere Bilder \| Fotos hochladen | Windmühle Oltmanns          | Westerscheps, Edewecht (53° 7′ 30″ N, 7° 54′ 54″ O)       | Wallholländer    | 1888   | denkmalgeschützt. Station 93 der Niedersächsischen Mühlenstraße/Region Ostfriesland. |
| Fotos hochladen                   | Mühle am Garnholter Damm    | Garnholt, Westerstede (53° 16′ 11″ N, 8° 2′ 16″ O)        | Galerieholländer |        | |
| weitere Bilder \| Fotos hochladen | Hollweger Mühle             | Hollwege, Westerstede (53° 16′ 29″ N, 7° 54′ 8″ O)        | Galerieholländer | 1856   | 1995 neue Kappe (ohne Rutenwelle). Nutzung als Wohnhaus. |
| Fotos hochladen                   | Torsholter Mühle            | Torsholt, Westerstede (53° 12′ 45″ N, 7° 55′ 59″ O)       | Galerieholländer | 1882   | denkmalgeschützt |
| weitere Bilder \| Fotos hochladen | Bokeler Mühle (Wiefelstede) | Bokel, Wiefelstede (53° 13′ 53″ N, 8° 8′ 8″ O)            | Galerieholländer |        | Ehemalige Windmühle in Wiefelstede-Bokel. |

### Landkreis Aurich
| Bild                              | Mühle                                            | Lage                                                                      | Typ                            | Erbaut          | Bemerkungen |
| --------------------------------- | ------------------------------------------------ | ------------------------------------------------------------------------- | ------------------------------ | --------------- | --- |
| weitere Bilder \| Fotos hochladen | Stiftsmühle Wikidata                             | Aurich (53° 28′ 5″ N, 7° 28′ 17″ O)                                       | Galerieholländer               | 1858            | Mit einer Gesamthöhe von 29,95 m Höhe nach der Windmühle in Hage die zweithöchste Mühle Ostfrieslands. Beheimatet ein Mühlenmuseum. Station 31 der Niedersächsischen Mühlenstraße/Region Ostfriesland. |
| weitere Bilder \| Fotos hochladen | Haxtumer Mühle                                   | Haxtum, Aurich (53° 27′ 34″ N, 7° 27′ 18″ O)                              | Galerieholländer               | 1885            | Die Mühlentechnik ist vorhanden und funktionsfähig, wobei nur noch die Hammermühle in Betrieb ist. Nutzung als Landhandel. Station 30 der Niedersächsischen Mühlenstraße/Region Ostfriesland. |
| weitere Bilder \| Fotos hochladen | Bagbander Mühle                                  | Bagband, Großefehn (53° 20′ 34″ N, 7° 36′ 26″ O)                          | Galerieholländer               | 1812            | Station 26 der Niedersächsischen Mühlenstraße/Region Ostfriesland. |
| weitere Bilder \| Fotos hochladen | Bockwindmühle Dornum Wikidata                    | Dornum (53° 38′ 47″ N, 7° 26′ 0″ O)                                       | Bockwindmühle                  | 1626            | Einzige komplett erhaltene Bockwindmühle Ostfrieslands. Station 43 der Niedersächsischen Mühlenstraße/Region Ostfriesland. |
| weitere Bilder \| Fotos hochladen | Windmühle Felde                                  | Felde, Großefehn (53° 25′ 50″ N, 7° 35′ 19″ O)                            | Galerieholländer, Peldemühle   | 1866            | 1969 stillgelegt. 1978 und 1996 grundlegend renoviert. Station 25 der Niedersächsischen Mühlenstraße/Region Ostfriesland. |
| BW                                | Mühle Hinrichs                                   | Großefehn, Strackholt (53° 22′ 38″ N, 7° 40′ 3″ O)                        | Holländermühle                 |                 | Von der Mühle sind der steinerne Unterbau, der Achtkant und die Kappe erhalten. Nutzung als Privatwohnung. |
| weitere Bilder \| Fotos hochladen | Rote Mühle (Schoofsche Mühle)                    | Greetsiel, Krummhörn (53° 29′ 50″ N, 7° 6′ 3″ O)                          | Galerieholländer               | 1921            | Betriebsfähig, es wird hier noch immer mit Wind- und Motorkraft Getreide zu Futterschrot verarbeitet. Mühle kann besichtigt werden. Station 56 der Niedersächsischen Mühlenstraße/Region Ostfriesland. |
| weitere Bilder \| Fotos hochladen | Grüne Mühle (bis 1975 zweite Schoofsche Mühle)   | Greetsiel, Krummhörn (53° 29′ 53″ N, 7° 5′ 58″ O)                         | Galerieholländer               | 1856            | 1972 durch Sturm stark beschädigt, Mahlwerk zerstört. 1976/77 Umbau zu Teestube (Erdgeschoss) und Bildergalerie (1. Stock). Station 57 der Niedersächsischen Mühlenstraße/Region Ostfriesland. |
| Fotos hochladen                   | Windmühle Groothusen                             | Groothusen, Krummhörn (53° 26′ 41″ N, 7° 3′ 56″ O)                        | Galerieholländer               | 1896            | Die Mühle ist seit 1967 nicht mehr betriebsfähig |
| weitere Bilder \| Fotos hochladen | Windmühle Hage / Hager Mühle                     | Hage (53° 36′ 13″ N, 7° 17′ 28″ O)                                        | Galerieholländer               | 1873            | Nach einem Brand 1880 um ein Stockwerk erweitert. Mit 30,2 m höchste Windmühle Deutschlands. Station 61 der Niedersächsischen Mühlenstraße/Region Ostfriesland. |
| weitere Bilder \| Fotos hochladen | Mühle Hinte                                      | Hinte (53° 24′ 48″ N, 7° 11′ 42″ O)                                       | Galerieholländer               | 1869            | Die Anlage wurde ursprünglich 1958 bis auf das Mauerwerk abgerissen. Seit 1993 wird die Mühle wieder aufgebaut, 1995 erhielt die Anlage wieder eine Galerie. Station 62 der Niedersächsischen Mühlenstraße/Region Ostfriesland. |
| weitere Bilder \| Fotos hochladen | Windmühle „Berta“ / „de Bergsche Mühle“          | Ihlowerfehn, Ihlow (53° 23′ 30″ N, 7° 26′ 30″ O)                          | Galerieholländer               | 1870            | Der Vorgängerbau war 1794 eine Roßmühle aus dem Landschaftspolder. 1870 wurde die jetzige Mühle Berta gebaut, die 1960 stillgelegt wurde. Nach dem Verfall erfolgte von 1981 bis 1988 die Restauration. Die Mühle ist wieder funktionstüchtig und kann von außen besichtigt werden. |
| weitere Bilder \| Fotos hochladen | Schoonorther Mühle                               | Krummhörn (53° 30′ 50″ N, 7° 11′ 17″ O)                                   | Galerieholländer               | 1804            | Die Mühle wurde 1951 bei einem schweren Sturm stark beschädigt. Anschließend wurden Flügel und das Oberteil abgebaut. Im Jahr 1975 wurde der Unterbau zu einem Wohnhaus umgebaut. Heute Nutzung als Ferienwohnung. |
| weitere Bilder \| Fotos hochladen | Leezdorfer Mühle / Bartlingsche Mühle Wikidata   | Leezdorf (53° 32′ 57″ N, 7° 17′ 32″ O)                                    | Galerieholländer               | 1896            | Die jetzige Anlage wurde als Nachfolger einer Kokerwindmühle hier errichtet. Die Anlage verfügt noch über einen Steert und Segelflügel. Der Mahlvorgang kann sowohl mit Windkraft, einem Dieselmotor oder einem Elektromotor demonstriert werden. Station 39 der Niedersächsischen Mühlenstraße/Region Ostfriesland.                                                                                       |
| Fotos hochladen                   | Loquarder Mühle                                  | Loquard, Krummhörn (53° 23′ 39″ N, 7° 2′ 53″ O)                           | Galerieholländer               | 1896/1897       | Einst mit Steert und Windrose zugleich versehen. Kappe, Flügel, Achtkant und Galerie 1968 demontiert. Heute Teil eines Landhandels. |
| weitere Bilder \| Fotos hochladen | Nessmer Mühle                                    | Nesse, Dornum (53° 39′ 8″ N, 7° 22′ 18″ O)                                | Galerieholländer               | 1856            | Die Anlage wurde bis 1960 betrieben und sollte 1965 abgerissen werden. Aus unbekannter Gründen kam es nie zum Abriss. Das Innenleben wurde aber demontiert. Wird heute als Restaurant genutzt. Station 42 der Niedersächsischen Mühlenstraße/Region Ostfriesland. |
| Fotos hochladen                   | Mühle Neßmersiel                                 | Neßmersiel, Dornum (53° 40′ 7″ N, 7° 21′ 13″ O)                           | Galerieholländer               | 1884            | Demontage der Flügel 1968. Seit 2014 Sanierung. Neue Galerie, neue Eindeckung. Kappe in den Niederlanden saniert. |
| weitere Bilder \| Fotos hochladen | Deichmühle Wikidata                              | Norden (Ostfriesland) (53° 35′ 23″ N, 7° 12′ 52″ O)                       | Galerieholländer               | 1900            | Mit 28,5 m die dritt-höchste Mühle in Ostfriesland. Die erste Mühle an dieser Stelle war eine Bockwindmühle aus dem Jahr 1588. Die Mühle ist in Privatbesitz, voll funktionsfähig und wird als Museum genutzt. Station 50 der Niedersächsischen Mühlenstraße/Region Ostfriesland. |
| weitere Bilder \| Fotos hochladen | Westgaster Mühle                                 | Norden (Ostfriesland) (53° 35′ 30″ N, 7° 11′ 36″ O)                       | dreistöckiger Galerieholländer | 1863            | Die Mühle wurde noch bis 1975 mit Wind betrieben, aber dann auf Motorkraft umgestellt. Der Betrieb wurde 1985 eingestellt, und ist an den Mühlenverein verpachtet. Die Anlage ist voll funktionsfähig und wird gelegentlich auch noch genutzt. Das Windkraft-Mahlwerk ist bis heute betriebsfähig, gemahlen wird aber meist elektrisch. Station 48 der Niedersächsischen Mühlenstraße/Region Ostfriesland. |
| weitere Bilder \| Fotos hochladen | Frisia-Mühle / Gnurre-Mühle Frisia               | Norden (Ostfriesland) (53° 35′ 27″ N, 7° 12′ 55″ O)                       | vierstöckiger Galerieholländer | 1864            | An dieser Stelle wurde bereits im Jahr 1700 eine Mühle errichtet. Diese und nachfolgende fielen Bränden zum Opfer. 1930 wurde die Anlage bis auf das Achteck abgerissen. 1986 begann der Mühlenverein mit dem Wiederaufbau. In der Mühle befindet sich eine Ausstellung von alten Maschinen und Werkzeugen aus dem Bäckerei-Handwerk. Station 49 der Niedersächsischen Mühlenstraße/Region Ostfriesland.   |
| Fotos hochladen                   | Silbermühle                                      | Norden (Ostfriesland) (53° 36′ 19″ N, 7° 11′ 2″ O)                        | Holländerwindmühle             | 1894            | Der Mühlenbetrieb wurde im Jahr 1969 eingestellt und das Gebäude in den 1970er und 1980er Jahren als Diskothek und Gaststätte „Alte Mühle“ genutzt. Nach einem Brand 2018 wurde die Mühle 2022 abgerissen. |
| BW                                | Ostermarscher Mühle                              | Norden (Ostfriesland), Ostermarsch (Norden) (53° 38′ 48″ N, 7° 14′ 23″ O) | Holländermühle                 | 1902            | Es handelt sich um den Unterbau der früheren Mühle. |
| BW                                | Ölmühle Vereinigung                              | Norden (Ostfriesland), Süderneuland II (53° 35′ 28″ N, 7° 13′ 8″ O)       | Holländermühle                 |                 | Von der Mühle sind der Unterbau und der Achtkant erhalten. Keine Technik mehr vorhanden. Wird als Privatwohnung genutzt. |
| weitere Bilder \| Fotos hochladen | Inselmühle Wikidata                              | Norderney (53° 42′ 22″ N, 7° 9′ 23″ O)                                    | Galerieholländer               | 1862            | Einzige Inselwindmühle in Niedersachsen. 1951 abgebrannt, seit 1971 Gastronomiebetrieb. Station 47 der Niedersächsischen Mühlenstraße/Region Ostfriesland. |
| weitere Bilder \| Fotos hochladen | Mühle Ostgroßefehn                               | Ostgroßefehn, Großefehn (53° 24′ 9″ N, 7° 36′ 14″ O)                      | Galerieholländer               | 1804            | Die Anlage hat drei Mahlwerke die hauptsächlich zur Verarbeitung von Buchweizen gebaut wurden. Um 1900 wurde Versuchsweise eine Anlage zur Stromerzeugung eingebaut. Der Betrieb der Mühle wurde 1968 eingestellt, sie ist aber weiter voll funktionsfähig. Station 29 der Niedersächsischen Mühlenstraße/Region Ostfriesland.                                                                             |
| weitere Bilder \| Fotos hochladen | Windmühle Pewsum                                 | Pewsum, Krummhörn (53° 26′ 6″ N, 7° 5′ 22″ O)                             | Galerieholländer               | 1843            | Zwischen 1980 und 1987 saniert. Station 58 der Niedersächsischen Mühlenstraße/Region Ostfriesland. |
| weitere Bilder \| Fotos hochladen | Rysumer Mühle Wikidata                           | Rysum, Krummhörn (53° 22′ 44″ N, 7° 2′ 3″ O)                              | Dreistöckiger Galerieholländer | 1895            | 1964 wurde die Mühle stillgelegt. In den Jahren 1989 bis 1995 erfolgte der Wiederaufbau. Station 59 der Niedersächsischen Mühlenstraße/Region Ostfriesland. |
| weitere Bilder \| Fotos hochladen | Mühle Steenblock / Mühle Spetzerfehn             | Spetzerfehn, Großefehn (53° 22′ 56″ N, 7° 36′ 39″ O)                      | Galerieholländer               | 1886            | Der Vorgängerbau von 1818 brannte nach einem Blitzschlag im Jahr 1884. Die einzige Mühle Ostfrieslands, die noch heute gewerbsmäßig mit Windkraft betrieben wird. Station 27 der Niedersächsischen Mühlenstraße/Region Ostfriesland. |
| weitere Bilder \| Fotos hochladen | Sterrenbergsche Mühle                            | Upgant-Schott (53° 30′ 55″ N, 7° 16′ 17″ O)                               | Galerieholländer               | 1880            | Ein Vorgängerbau aus dem Jahr 1569 wurde 1880 abgerissen. Station 53 der Niedersächsischen Mühlenstraße/Region Ostfriesland. |
| weitere Bilder \| Fotos hochladen | Doppelkolbenmühle Wirdum                         | Wirdum (53° 28′ 53″ N, 7° 12′ 54″ O)                                      | Windpumpe                      | 1872            | Einzig bekannte funktionsfähige Mühle dieser Art in Deutschland. 2015 komplett saniert. |
| weitere Bilder \| Fotos hochladen | Außenmühle Vosberg                               | Aurich (53° 27′ 58″ N, 7° 29′ 49″ O)                                      | Galerieholländer               | 1884            | Mühlentechnik ist vorhanden und funktionsfähig, wird aber heute durch einen Motor angetrieben. Die Flügel sind abgebaut. |
| weitere Bilder \| Fotos hochladen | Wasserschöpfmühle Agnes Wikidata                 | Bedekaspel, Südbrookmerland (53° 26′ 55″ N, 7° 18′ 31″ O)                 | Erdholländer, Fluttermühle     | 1920            | 1986 wieder aufgebaut. Dient heute der Bewässerung eines Biotops. |
| weitere Bilder \| Fotos hochladen | Rote Mühle Berumerfehn                           | Berumerfehn, Großheide (53° 33′ 45″ N, 7° 20′ 19″ O)                      | Galerieholländer               | 1937            | Diese Mühle stand ursprünglich in Carolinensiel und wurde 1937 an den jetzigen Standort gebracht. Seit 1983 wird die Anlage von einem Mühlenverein betrieben. |
| weitere Bilder \| Fotos hochladen | Friesenborgsche Mühle                            | Marienhafe (53° 31′ 9″ N, 7° 16′ 34″ O)                                   | Galerieholländer               | 1776            | Die Mühle wurde 1821 um ein drittes Stockwerk erweitert. |
| weitere Bilder \| Fotos hochladen | Mühle Münkeboe / Fleetjers Mühle                 | Münkeboe, Südbrookmerland (53° 30′ 56″ N, 7° 22′ 22″ O)                   | Galerieholländer               | 1854            | Zwischen 1980 und 1987 saniert. |
| BW                                | Rechtsupweger Mühle                              | Rechtsupweg (53° 31′ 18″ N, 7° 19′ 32″ O)                                 | Galerieholländer               | 1926            | Der Windbetrieb wurde 1960 eingestellt. Anschließend wurde die Kappe samt Flügel abgenommen. Bis 1974 wurde die Mühle dann noch mit einem Elektromotor weiter betrieben. |
| weitere Bilder \| Fotos hochladen | Fluttermühle Riepe                               | Riepe, Ihlow (53° 23′ 40″ N, 7° 18′ 56″ O)                                | Fluttermühle                   | 1986            | Die Mühle ist transportabel. Als Entwässerungsmühle hat sie die Aufgabe, mithilfe einer archimedischen Schraube Wasser aus niedriggelegenen Abzugsgräben in höher gelegene zu schaffen. |
| weitere Bilder \| Fotos hochladen | Kokermühle Riepe                                 | Riepe, Ihlow (53° 22′ 44″ N, 7° 21′ 30″ O)                                | Kokerwindmühle                 | 18. Jahrhundert | Im Jahr 1984 grundlegend restauriert und ist seither wieder voll funktionsfähig. |
| Fotos hochladen                   | Mühle Boerma                                     | Riepe, Ihlow (53° 23′ 16″ N, 7° 20′ 43″ O)                                | Galerieholländer               | 1771 (1899)     | Die Mühle wurde als Wasserschöpfmühle am Türkmeer in Betrieb genommen, 1813 wurde sie zu einer Korn- und Peldemühle umgebaut. 1899 wurde sie an ihren jetzigen Standort verlegt. Die Anlage wird als Landhandel genutzt. |
| weitere Bilder \| Fotos hochladen | Wrantepotter Dreschmühle De Kaat                 | Riepster Hammrich, Ihlow (53° 23′ 23″ N, 7° 17′ 19″ O)                    | Galerieholländer               | um 1670         | Mit einer Höhe von 13,80 m und einer Flügelspannweite von 9,40 m eine der kleinsten Mühlen Deutschlands. Wiederaufbau 1992 |
| weitere Bilder \| Fotos hochladen | Sandhorster Mühle                                | Sandhorst, Aurich (53° 30′ 12″ N, 7° 30′ 48″ O)                           | Galerieholländer               | 1908            | Die Mühlentechnik ist vorhanden und funktionsfähig. Von 1988 bis 1991 umfassend saniert. |
| weitere Bilder \| Fotos hochladen | Windmühle Simonswolde / Sandwatermühle           | Simonswolde, Ihlow (53° 22′ 12″ N, 7° 24′ 44″ O)                          | Galerieholländer               | 1813            | Bis etwa 1948 mit Windkraft betrieben. Heute Nutzung als Wohnhaus. |
| weitere Bilder \| Fotos hochladen | Tjaden-Mühle / Tjadens Mühle / Mühle Südcoldinne | Südcoldinne, Großheide (53° 33′ 55″ N, 7° 23′ 7″ O)                       | Erdholländer                   | 1922            | 1901 als Wasserschöpfmühle in Nordgeorgsfehn an Schleuse 3 des Nordgeorgsfehnkanals erbaut, 1922 an den heutigen Standort transportiert. |
| weitere Bilder \| Fotos hochladen | Meints Mühle                                     | Tannenhausen, Aurich (53° 30′ 51″ N, 7° 28′ 16″ O)                        | Erdholländer                   | 1867            | |
| weitere Bilder \| Fotos hochladen | Tjücher Mühle                                    | Tjüche, Marienhafe (53° 31′ 39″ N, 7° 16′ 19″ O)                          | Galerieholländer               | 1886            | Bis 1958 mit Windkraft betrieben, danach auf Motorantrieb umgestellt. Restaurierung im Jahr 1986 abgeschlossen. |
| weitere Bilder \| Fotos hochladen | Uttumer Mühle                                    | Uttum, Krummhörn (53° 27′ 14″ N, 7° 9′ 34″ O)                             | Galerieholländer               | 1856            | Bis etwa 1957 ausschließlich mit Windkraft betrieben, mit dem Elektromotor als Sekundärantrieb bis 1975. |
| weitere Bilder \| Fotos hochladen | Westeraccumer Mühle / Windmühle Westeraccum      | Westeraccum, Dornum (53° 38′ 55″ N, 7° 26′ 29″ O)                         | Galerieholländer               | 1723            | Um 1900 brannte das Gebäude vollständig ab und wurde erneuert. Noch bis 1983 wurden hier die Graupen hergestellt. Galerie und Achtkant wurden 2000, die Flügel im Jahr 2002 neu montiert. |
| weitere Bilder \| Fotos hochladen | Sielmühle Westerbur                              | Westerbur, Dornum (53° 39′ 42″ N, 7° 29′ 42″ O)                           | Galerieholländer               | 1872            | Die Anlage hat als einzige einen sechseckigen Grundriss und diente schon früh als Seezeichen. |
| weitere Bilder \| Fotos hochladen | Mühle Westgroßefehn / Mühle Onken                | Westgroßefehn, Großefehn (53° 20′ 34″ N, 7° 36′ 26″ O)                    | Galerieholländer               | 1773            | Die Anlage wurde bis 1967 mit Wind betrieben. In den Jahren 1990 bis 1993 erfolgte eine grundlegende Renovierung. |
| weitere Bilder \| Fotos hochladen | Mühle Wiegboldsbur                               | Wiegboldsbur, Südbrookmerland (53° 27′ 22″ N, 7° 20′ 43″ O)               | Galerieholländer               | 1812            | 1851 um ein Stockwerk erhöht. |
| weitere Bilder \| Fotos hochladen | Peldemühle Neßmersiel                            | Neßmersiel, Dornum (53° 40′ 7″ N, 7° 21′ 13″ O)                           |                                |                 | |

### Landkreis Grafschaft Bentheim
Link zu einem Kartenansichtstool, um Koordinaten zu setzen.
| Bild                              | Mühle                                           | Lage                                                        | Typ              | Erbaut             | Bemerkungen |
| --------------------------------- | ----------------------------------------------- | ----------------------------------------------------------- | ---------------- | ------------------ | --- |
| weitere Bilder \| Fotos hochladen |                                                 | Bad Bentheim (52° 18′ 7″ N, 7° 10′ 0″ O)                    | Turmholländer    |                    | Stumpf der (anscheinend namenlosen) Windmühle an der Jugendherberge in Bad Bentheim                                                           |
| weitere Bilder \| Fotos hochladen | Georgsdorfer Windmühle                          | Georgsdorf (52° 34′ 17″ N, 7° 4′ 16″ O)                     | Galerieholländer | 1875               | |
| weitere Bilder \| Fotos hochladen | Ostmühle Gildehaus                              | Gildehaus, Bad Bentheim (52° 17′ 36″ N, 7° 6′ 7″ O)         | Turmholländer    | 1720               | Am 16. August 1986 ist die Ostmühle in die Obhut des örtlichen VVV übergeben worden, der sie durch ehemalige Freizeit-Müller betreiben lässt. |
| weitere Bilder \| Fotos hochladen | Lukas-Mühle                                     | Gildehaus, Bad Bentheim (52° 17′ 42″ N, 7° 5′ 39″ O)        | Turmholländer    | 1720               | |
| weitere Bilder \| Fotos hochladen | Zur Mühle in Laar                               | Laar, Samtgemeinde Emlichheim (52° 36′ 45″ N, 6° 44′ 37″ O) |                  |                    | |
| Fotos hochladen                   | Windmühle auf dem Mühlenberg / Windmühle Uelsen | Uelsen (52° 29′ 32″ N, 6° 53′ 11″ O)                        | Turmholländer    | 1779               | |
| weitere Bilder \| Fotos hochladen | Windmühle Veldhausen                            | Veldhausen, Neuenhaus (52° 31′ 6″ N, 6° 59′ 45″ O)          | Galerieholländer | 1789               | |
| Fotos hochladen                   | Mühlenturm Wietmarschen                         | Wietmarschen (52° 31′ 11″ N, 7° 8′ 0″ O)                    |                  | vor ca. 200 Jahren | |

### Braunschweig
Link zu einem Kartenansichtstool, um Koordinaten zu setzen.
| Bild                              | Mühle                        | Lage                                                       | Typ           | Erbaut | Bemerkungen                                                                                                   |
| --------------------------------- | ---------------------------- | ---------------------------------------------------------- | ------------- | ------ | --- |
| Fotos hochladen                   | Alte Mühle                   | Bevenrode, Braunschweig (52° 20′ 16″ N, 10° 34′ 27″ O)     |               |        | Als Wohnhaus genutzter Rest einer alten Windmühle                                                             |
| weitere Bilder \| Fotos hochladen | Bockwindmühle Victoria Luise | Riddagshausen, Braunschweig (52° 15′ 49″ N, 10° 34′ 15″ O) | Bockwindmühle | 1836   | Station 8 der Niedersächsischen Mühlenstraße/Region Zwischen Harz und Heide                                   |
| weitere Bilder \| Fotos hochladen | Mühlenkirche Wikidata        | Veltenhof, Braunschweig (52° 18′ 23″ N, 10° 29′ 36″ O)     |               | 1876   | Wurde 1876 als Windmühle erbaut und 1930 zu einer Kirche für die evangelisch-reformierte Gemeinde umgestaltet |

### Landkreis Celle
Link zu einem Kartenansichtstool, um Koordinaten zu setzen.
| Bild                              | Mühle                                                      | Lage                                              | Typ                | Erbaut  | Bemerkungen |
| --------------------------------- | ---------------------------------------------------------- | ------------------------------------------------- | ------------------ | ------- | --- |
| weitere Bilder \| Fotos hochladen | Windmühle Wardböhmen                                       | Wardböhmen, Bergen (52° 50′ 58″ N, 9° 54′ 39″ O)  | Turmholländer      | 1877/78 | Wurde bis 1975 betrieben, ab 1950 allerdings ohne Flügel, Mühle mit beschädigter Haube erhalten; denkmalgeschützt                                                                           |
| weitere Bilder \| Fotos hochladen | Flormühle                                                  | Eschede (52° 44′ 3″ N, 10° 13′ 54″ O)             | Turmholländer      | 1874    | Windbetrieb bis ca. 1925, danach trieb ein Dieselmotor das Mahlwerk an Betriebsende ca. 1941, danach Abstellraum 1979–1981 renoviert, wird nun für Ausstellungen und als Standesamt genutzt |
| BW                                | Windmühle Neuhaus                                          | Neuhaus, Langlingen (52° 33′ 31″ N, 10° 18′ 7″ O) | Holländerwindmühle | 1856    | Abbau des Windwerkes 1956, umgebaut zur Motormühle. |
| weitere Bilder \| Fotos hochladen | Bockwindmühle Winsen/Aller / Winser Bockwindmühle Wikidata | Winsen (Aller) (52° 40′ 40″ N, 9° 55′ 21″ O)      | Bockwindmühle      | 1732    | Station 89 der Niedersächsischen Mühlenstraße/Region Lüneburger Heide |

### Landkreis Cloppenburg
Link zu einem Kartenansichtstool, um Koordinaten zu setzen.
| Bild                              | Mühle                       | Lage                                                              | Typ              | Erbaut          | Bemerkungen |
| --------------------------------- | --------------------------- | ----------------------------------------------------------------- | ---------------- | --------------- | --- |
| weitere Bilder \| Fotos hochladen | Ebkenssche Mühle            | Barßel (53° 9′ 47″ N, 7° 44′ 52″ O)                               | Galerieholländer | 1892            | Station 40 der Niedersächsischen Mühlenstraße/Region Oldenburger Münsterland und Wildeshauser Geest                               |
| weitere Bilder \| Fotos hochladen | Gehlenberger Windmühle      | Gehlenberg, Friesoythe (52° 58′ 37″ N, 7° 46′ 20″ O)              | Erdholländer     | 1840            | Station 37 der Niedersächsischen Mühlenstraße/Region Oldenburger Münsterland und Wildeshauser Geest                               |
| weitere Bilder \| Fotos hochladen | Bockwindmühle aus Essern    | Museumsdorf Cloppenburg, Cloppenburg (52° 50′ 59″ N, 8° 3′ 20″ O) | Bockwindmühle    | 1638            | Station 36 der Niedersächsischen Mühlenstraße/Region Oldenburger Münsterland und Wildeshauser Geest                               |
| weitere Bilder \| Fotos hochladen | Kappenwindmühle aus Bokel   | Museumsdorf Cloppenburg, Cloppenburg (52° 51′ 0″ N, 8° 3′ 8″ O)   | Galerieholländer | 18. Jahrhundert | Station 36 der Niedersächsischen Mühlenstraße/Region Oldenburger Münsterland und Wildeshauser Geest                               |
| weitere Bilder \| Fotos hochladen | Kokerwindmühle aus Edewecht | Museumsdorf Cloppenburg, Cloppenburg (52° 50′ 55″ N, 8° 3′ 11″ O) | Kokerwindmühle   | 19. Jahrhundert | Station 36 der Niedersächsischen Mühlenstraße/Region Oldenburger Münsterland und Wildeshauser Geest                               |
| weitere Bilder \| Fotos hochladen | Diekmanns Mühle             | Essen (Oldenburg) (52° 43′ 36″ N, 7° 56′ 49″ O)                   | Galerieholländer | um 1650         | Station 32 der Niedersächsischen Mühlenstraße/Region Oldenburger Münsterland und Wildeshauser Geest                               |
| weitere Bilder \| Fotos hochladen | Schutenmühle                | Huckelrieden, Löningen (52° 42′ 6″ N, 7° 45′ 10″ O)               | Erdholländer     | 1760            | Regelmäßige Nutzung als Café, Station 33 der Niedersächsischen Mühlenstraße/Region Oldenburger Münsterland und Wildeshauser Geest |
| weitere Bilder \| Fotos hochladen | Hermelings Mühle            | Liener, Lindern (Oldenburg) (52° 50′ 3″ N, 7° 44′ 25″ O)          | Erdholländer     | 1872            | Station 35 der Niedersächsischen Mühlenstraße/Region Oldenburger Münsterland und Wildeshauser Geest                               |
| Fotos hochladen                   | Platesche Mühle             | Markhausen, Friesoythe (52° 56′ 45″ N, 7° 49′ 51″ O)              |                  |                 | |
| Fotos hochladen                   | Peheimer Mühle              | Peheim, Molbergen (52° 53′ 6″ N, 7° 49′ 35″ O)                    |                  |                 | |
| weitere Bilder \| Fotos hochladen | Mühle Scharrel              | Scharrel, Saterland (53° 4′ 13″ N, 7° 42′ 22″ O)                  | Galerieholländer | 1870            | Station 39 der Niedersächsischen Mühlenstraße/Region Oldenburger Münsterland und Wildeshauser Geest                               |
| BW                                | Schoofsche Mühle            | Ramsloh, Saterland (53° 5′ 44″ N, 7° 41′ 34″ O)                   |                  |                 | |

### Landkreis Cuxhaven
Link zu einem Kartenansichtstool, um Koordinaten zu setzen.
| Bild                              | Mühle                                            | Lage                                                         | Typ              | Erbaut    | Bemerkungen |
| --------------------------------- | ------------------------------------------------ | ------------------------------------------------------------ | ---------------- | --------- | --- |
| weitere Bilder \| Fotos hochladen | Windmühle Bederkesa                              | Bad Bederkesa, Geestland (53° 37′ 17″ N, 8° 50′ 20″ O)       | Galerieholländer | 1881      | Station 17 der Niedersächsischen Mühlenstraße/Region Zwischen Nordsee, Elbe und Weser |
| Fotos hochladen                   | Alte Mühle                                       | Heerstedt, Beverstedt (53° 28′ 0″ N, 8° 44′ 28″ O)           | Galerieholländer | 1867      | |
| Fotos hochladen                   | Heiser Mühle                                     | Hollen, Beverstedt (53° 24′ 53″ N, 8° 41′ 9″ O)              | Galerieholländer |           | |
| weitere Bilder \| Fotos hochladen | Windmühle Dedesdorf                              | Dedesdorf, Loxstedt (53° 26′ 28″ N, 8° 31′ 0″ O)             | Galerieholländer | 1847      | |
| Fotos hochladen                   | Hagenmühle                                       | Hagen im Bremischen (53° 21′ 2″ N, 8° 37′ 50″ O)             | Galerieholländer |           | |
| weitere Bilder \| Fotos hochladen | Galerieholländer Caroline Wikidata               | Hechthausen, Hemmoor (53° 38′ 25″ N, 9° 15′ 4″ O)            | Galerieholländer | 1845      | Bis in die 1960er Jahre betrieben |
| weitere Bilder \| Fotos hochladen | Steffenssche Mühle Wikidata                      | Warstade, Hemmoor (53° 42′ 0″ N, 9° 8′ 13″ O)                | Galerieholländer | 1898/99   | Wiederaufbau einer abgebrannten Mühle, bis 1975 betrieben |
| weitere Bilder \| Fotos hochladen | Windmühle Lintig                                 | Lintig, Geestland (53° 36′ 12″ N, 8° 53′ 13″ O)              | Galerieholländer | 1872      | Station 15 der Niedersächsischen Mühlenstraße/Region Zwischen Nordsee, Elbe und Weser |
| weitere Bilder \| Fotos hochladen | Windmühle Lüdingworth / Windmühle Betty Wikidata | Lüdingworth, Cuxhaven (53° 47′ 42″ N, 8° 48′ 20″ O)          | Turmwindmühle    | 1902      | Station 19 der Niedersächsischen Mühlenstraße/Region Zwischen Nordsee, Elbe und Weser |
| weitere Bilder \| Fotos hochladen | Windmühle Osterbruch                             | Schweinekopf, Osterbruch (53° 45′ 15″ N, 8° 55′ 40″ O)       | Galerieholländer | 1863/1871 | Mühlenausstellung |
| weitere Bilder \| Fotos hochladen | Schiffdorfer Windmühle                           | Schiffdorf (53° 31′ 50″ N, 8° 38′ 55″ O)                     | Galerieholländer | 1864      | 2014 restauriert, vom Mühlenverein Schiffdorf betreut, vier funktionsfähige Mahlwerke. Außenstelle des Standesamtes Schiffdorf, Station 23 der Niedersächsischen Mühlenstraße/Landkreis Cuxhaven. |
| weitere Bilder \| Fotos hochladen | Windmühle Midlum                                 | Midlum, Wurster Nordseeküste (53° 43′ 56″ N, 8° 36′ 57″ O)   | Galerieholländer | 1857      | Die Mühle wurde 2010 renoviert und wird vom Verein zur Erhaltung der Midlumer Mühle e. V. betreut, der 1998 gegründet wurde.                                                                      |
| BW                                | Windmühle Nordholz Wikidata                      | Nordholz, Wurster Nordseeküste (53° 46′ 29″ N, 8° 35′ 22″ O) | Galerieholländer | 1875      | Die Mühle wurde 1967 und 2002 saniert |

### Delmenhorst
Link zu einem Kartenansichtstool, um Koordinaten zu setzen.
| Bild            | Mühle                 | Lage                                                                   | Typ              | Erbaut | Bemerkungen |
| --------------- | --------------------- | ---------------------------------------------------------------------- | ---------------- | ------ | --- |
| Fotos hochladen | Windmühle Adelheide   | Adelheide, Delmenhorst, Adelheider Straße (53° 1′ 19″ N, 8° 36′ 28″ O) | Galerieholländer | 1881   | Heute ist nur noch der Unterbaus erhalten |
| BW              | Windmühle Delmenhorst | Delmenhorst, Mühlenstraße (53° 3′ 1″ N, 8° 37′ 27″ O)                  | Galerieholländer | 1859   | 1885 abgebrannt, 1886 wieder aufgebaut. Später wurde eine Dampfmühle und Graupenmühle angegliedert. Aus Platzgründen wurden 1908 die Flügel entfernt und der Rumpf als Gerstesilo genutzt. Heute ist nur noch die untere Etage des Unterbaus erhalten; Ruine |

### Landkreis Diepholz
Link zu einem Kartenansichtstool, um Koordinaten zu setzen.
| Bild                              | Mühle                                | Lage                                                                  | Typ              | Erbaut  | Bemerkungen |
| --------------------------------- | ------------------------------------ | --------------------------------------------------------------------- | ---------------- | ------- | --- |
| weitere Bilder \| Fotos hochladen | Barver Windmühle                     | Barver (52° 37′ 33″ N, 8° 34′ 34″ O)                                  | Galerieholländer | 1865    | Station 12 der Niedersächsischen Mühlenstraße/Zwischen Weser und Hunte |
| Fotos hochladen                   | Windmühle Albringhausen              | Albringhausen, Bassum (52° 49′ 32″ N, 8° 47′ 32″ O)                   | Turmwindmühle    | 1866    | |
| Fotos hochladen                   | Stührener Mühle                      | Stühren, Bassum (52° 54′ 9″ N, 8° 43′ 22″ O)                          | Galerieholländer | 1885    | |
| weitere Bilder \| Fotos hochladen | Holländerwindmühle „Reina Roxana“    | Borstel (52° 40′ 19″ N, 8° 57′ 50″ O)                                 | Galerieholländer | 1864    | Station 16 der Niedersächsischen Mühlenstraße/Region Zwischen Weser und Hunte |
| weitere Bilder \| Fotos hochladen | Behlmer Mühle                        | Engeln, Bruchhausen-Vilsen (52° 47′ 58″ N, 8° 55′ 58″ O)              | Galerieholländer | 1876    | Nutzung als Hochzeitsmühle. Station 18 der Niedersächsischen Mühlenstraße/Region Zwischen Weser und Hunte |
| Fotos hochladen                   | Mühle Bünte                          | Hemsloh, Samtgemeinde Rehden (52° 36′ 0″ N, 8° 30′ 21″ O)             | Galerieholländer |         | |
| Fotos hochladen                   | Windmühle Kätingen                   | Nordwohlde, Bassum (52° 54′ 11″ N, 8° 43′ 32″ O)                      | Galerieholländer | 1864    | Seit 1963 Wohngebäude |
| weitere Bilder \| Fotos hochladen | Windmühle Huckstedt, Margarethe      | Huckstedt, Maasen (52° 40′ 59″ N, 8° 54′ 0″ O)                        | Galerieholländer | 1878    | Station 14 der Niedersächsischen Mühlenstraße/Region Zwischen Weser und Hunte |
| weitere Bilder \| Fotos hochladen | Fehsenfeldsche Mühle                 | Martfeld (52° 52′ 26″ N, 9° 4′ 4″ O)                                  | Galerieholländer | 1870/71 | Station 26 der Niedersächsischen Mühlenstraße/Region Zwischen Weser und Hunte |
| Fotos hochladen                   | Feldmühle                            | Martfeld (52° 52′ 46″ N, 9° 5′ 25″ O)                                 | Galerieholländer | 1840    | Station 27 der Niedersächsischen Mühlenstraße/Region Zwischen Weser und Hunte |
| weitere Bilder \| Fotos hochladen | Mühle Stühr                          | Martfeld (52° 52′ 17″ N, 9° 3′ 3″ O)                                  | Galerieholländer | 1878    | Viergeschossiger achteckiger Unterbau in verputztem Ziegelmauerwerk, einschwingender massiver Oberbau, September 1994 Notdach aufgebaut zum Schutz vor Witterung. |
| Fotos hochladen                   | Mühle Wähaus                         | Rehden, Samtgemeinde Rehden (52° 36′ 35″ N, 8° 28′ 8″ O)              | Galerieholländer |         | um 2016 abgerissen |
| Fotos hochladen                   | Windmühle „Stelter“                  | Scholen (52° 44′ 13″ N, 8° 45′ 42″ O)                                 | Galerieholländer | 1909    | Baudenkmal. 1909 an Stelle einer kleineren Vorgängerin errichtet. |
| Fotos hochladen                   | Windmühle Spraken (Mühle Niebuhr)    | Schwarme, Am Aalfleet (52° 52′ 42″ N, 9° 0′ 33″ O)                    | Galerieholländer | 1856    | Baudenkmal. Station der Niedersächsischen Mühlenstraße. |
| Fotos hochladen                   | Windmühle Sudwalde Wikidata          | Sudwalde, Affinghäuser Straße 32 (52° 47′ 31″ N, 8° 50′ 42″ O)        | Galerieholländer |         | |
| weitere Bilder \| Fotos hochladen | Windmühle Bensen                     | Sudwalde (52° 48′ 17″ N, 8° 52′ 35″ O)                                | Galerieholländer | 1872    | |
| weitere Bilder \| Fotos hochladen | Windmühle Labbus                     | Sulingen (52° 41′ 11″ N, 8° 50′ 34″ O)                                | Galerieholländer | 1851    | 1851 erbaute Galerieholländerwindmühle. Bis 1987 als Schrotmühle und Mischfutterwerk noch kommerziell in Betrieb. Mahl- und Fördertechnik komplett erhalten. Nach Restaurierung des Windantriebs (Kappe, Flügel, Galerie.) seit Sommer 2023 wieder voll funktionsfähig. Station 11 der Niedersächsischen Mühlenstraße/Region Zwischen Weser und Hunte |
| Fotos hochladen                   | Mühle Albers                         | Nordsulingen, Sulingen (52° 42′ 15″ N, 8° 48′ 34″ O)                  | Turmwindmühle    |         | |
| Fotos hochladen                   | Mühle Bohlmann                       | Gödestorf, Syke (52° 54′ 29″ N, 8° 54′ 19″ O)                         | Galerieholländer | 1896    | |
| Fotos hochladen                   | Windmühle Wachendorf                 | Heiligenfelde, Syke (52° 52′ 51″ N, 8° 51′ 48″ O)                     | Galerieholländer | 1871    | In Betrieb bis zum Ende der 1950er Jahre, zuletzt mit einem Elektromotor; der Stapel aus Holz wurde dann abgerissen; heute besteht nur noch der massiven Unterbau |
| Fotos hochladen                   | Mühle Kannengießer                   | Henstedt, Syke (52° 51′ 55″ N, 8° 49′ 44″ O)                          | Holländermühle   | 1857    | Die Windmühle wurde 1953 bis auf das Erdgeschoss abgerissen |
| weitere Bilder \| Fotos hochladen | Meyersche Mühle                      | Okel, Syke (52° 56′ 15″ N, 8° 52′ 29″ O)                              | Galerieholländer |         | |
| weitere Bilder \| Fotos hochladen | Ristedter Windmühle                  | Ristedt, Syke (52° 56′ 27″ N, 8° 45′ 26″ O)                           | Galerieholländer |         | |
| Fotos hochladen                   | Mühle Dopmann                        | Uenzen, Samtgemeinde Bruchhausen-Vilsen (52° 50′ 57″ N, 8° 56′ 17″ O) | Galerieholländer | 1870    | |
| Fotos hochladen                   | Mühle Wiegmann                       | Varrel, Samtgemeinde Kirchdorf (52° 36′ 25″ N, 8° 43′ 30″ O)          | Galerieholländer | 1866    | |
| Fotos hochladen                   | Pümmels Mühle                        | Wagenfeld (52° 33′ 26″ N, 8° 33′ 50″ O)                               | Turmwindmühle    | 1895    | Kleine Bauernmühle im Hof zum Antrieb von landwirtschaftlichen Geräten |
| Fotos hochladen                   | Hüskers Mühle / Mühle Tegeler        | Wagenfeld (52° 33′ 23″ N, 8° 34′ 20″ O)                               | Galerieholländer | 1846    | 1945 brannte die Mühle durch Brandstiftung ab; erhalten ist nur der gemauerte Unterbau |
| weitere Bilder \| Fotos hochladen | Speckmann'sche Mühle                 | Wagenfeld-Haßlingen, Wagenfeld (52° 32′ 32″ N, 8° 36′ 11″ O)          | Galerieholländer | 1835    | |
| weitere Bilder \| Fotos hochladen | Söhlers Mühle                        | Wagenfeld-Neustadt, Wagenfeld (52° 34′ 6″ N, 8° 36′ 28″ O)            | Galerieholländer | 1905    | Hochzeitsmühle. Station 13 der Niedersächsischen Mühlenstraße/Region Zwischen Weser und Hunte |
| weitere Bilder \| Fotos hochladen | Windmühle Wedehorn                   | Wedehorn, Bassum (52° 47′ 15″ N, 8° 42′ 33″ O)                        | Galerieholländer | 1878    | Station 7 der Niedersächsischen Mühlenstraße/Region Zwischen Weser und Hunte |
| Fotos hochladen                   | Mühle Brinkmann / Wesenstedter Mühle | Wesenstedt, Ehrenburg (52° 44′ 50″ N, 8° 42′ 50″ O)                   | Galerieholländer |         | |

### Emden
Link zu einem Kartenansichtstool, um Koordinaten zu setzen.
| Bild                              | Mühle                                   | Lage                                | Typ                | Erbaut          | Bemerkungen |
| --------------------------------- | --------------------------------------- | ----------------------------------- | ------------------ | --------------- | --- |
| Fotos hochladen                   | Windmühle vor der Burg                  | Emden (53° 22′ 8″ N, 7° 12′ 4″ O)   |                    | vor 1431        | Nicht mehr vorhanden, genaue Lage ungeklärt, nördlich der Burg, eventuell später der Standort von De goede Verwagting. |
| weitere Bilder \| Fotos hochladen | Larrelter Mühle „Kost Winning“ Wikidata | Emden (53° 22′ 2″ N, 7° 8′ 55″ O)   | Galerieholländer   | 1732            | Bis 1948 wurde mit Wind gemahlen, der Mühlenbetrieb musste aber 1974 eingestellt werden. 1992 wurde die Mühle voll restauriert. Die Mühle wird heute noch an bestimmten Tagen regelmäßig betrieben, ist voll funktionsfähig und erhalten. Die Mühle kann für Festivitäten gemietet werden.                      |
| Fotos hochladen                   | De goede Verwagting                     | Emden (53° 22′ 8″ N, 7° 12′ 4″ O)   | Holländerwindmühle | nach 1810       | Vorgängermühle am selben Standort 1888 abgebrannt, 1889 wiederaufgebaut, 1923 Abbau der Flügel, 1944 durch Luftangriff zerstört, 1955 Reste (Achtkant) abgebrochen, 2003 Nebengebäude abgebrochen |
| Fotos hochladen                   | De groote Pelmölen                      | Emden (53° 22′ 10″ N, 7° 11′ 57″ O) | Bockwindmühle      | 18. Jahrhundert | 1735 abgebrannt und wieder aufgebaut, nach Brand 1868 durch Blitzschlag nicht wiedererrichtet |
| weitere Bilder \| Fotos hochladen | De Vrouw Johanna Wikidata               | Emden (53° 22′ 21″ N, 7° 12′ 48″ O) | Galerieholländer   | 1804            | 1956 stillgelegt und von 1996 bis 2000 vom Emder Mühlenverein restauriert. Die Mühle ist voll funktionsfähig und eine der wenigen, die noch über die Flügelräder mahlen kann. Station 61 der Niedersächsischen Mühlenstraße/Region Ostfriesland.                                                                |
| Fotos hochladen                   | Olde Stadtmoele up dem Bonnes           | Emden (53° 21′ 57″ N, 7° 12′ 37″ O) |                    |                 | Im Bereich Mühlenstraße/An der Bonnesse in Klein-Faldern. 1574 abgebrochen. |
| Fotos hochladen                   | Mühle auf dem „Gelben Mühlenzwinger“    | Emden (53° 22′ 13″ N, 7° 12′ 57″ O) |                    | 1574            | 1825 nicht mehr vorhanden. |
| weitere Bilder \| Fotos hochladen | Rote Mühle                              | Emden (53° 22′ 4″ N, 7° 13′ 1″ O)   | Galerieholländer   | 1573            | Die Rote Mühle wurde 1573 auf dem „Valdern Wall“ errichtet (Später Rote Mühlen Zwinger). zwischen 1795 und 1810 wurde sie als Galerieholländer neu aufgebaut. Am 16. August 1916 ist sie abgebrannt, und wurde trotz mehrerer Versuche nicht wieder aufgebaut. Das Gebäude beherbergt heute einen Kindergarten. |
| Fotos hochladen                   | Mühle beim Herrentor                    | Emden (53° 21′ 50″ N, 7° 12′ 49″ O) |                    | vor 1599        | 1808 abgebrannt, nicht wieder aufgebaut |
| weitere Bilder \| Fotos hochladen | Weizenmühle De Weite Molen              | Emden (53° 21′ 54″ N, 7° 12′ 58″ O) |                    | 1810            | 1952 wurden die Flügel abmontiert und die Mühle auf Motorkraft umgebaut. |
| weitere Bilder \| Fotos hochladen | Mühle Zeldenrüst                        | Emden (53° 22′ 39″ N, 7° 13′ 17″ O) |                    | 1807            | Erbaut als Sägemühle, wurde später zur Getreidemühle umgebaut. Die Flügel wurden 1952 abgenommen. |

### Landkreis Emsland
Link zu einem Kartenansichtstool, um Koordinaten zu setzen.
| Bild                              | Mühle                      | Lage                                                        | Typ              | Erbaut  | Bemerkungen |
| --------------------------------- | -------------------------- | ----------------------------------------------------------- | ---------------- | ------- | --- |
| weitere Bilder \| Fotos hochladen | Aselager Mühle             | Aselage, Herzlake (52° 41′ 37″ N, 7° 39′ 14″ O)             | Erdholländer     | 1860    | |
| weitere Bilder \| Fotos hochladen | Dersumer Mühle             | Dersum (52° 57′ 10″ N, 7° 15′ 53″ O)                        |                  |         | |
| weitere Bilder \| Fotos hochladen | Enkings Mühle              | Emsbüren (52° 23′ 14″ N, 7° 18′ 34″ O)                      |                  |         | |
| weitere Bilder \| Fotos hochladen | Mersmühle                  | Haren (Ems) (52° 48′ 9″ N, 7° 13′ 41″ O)                    | Wallholländer    | 1825    | Zentralbau des Mühlenmuseums Haren (Ems) |
| weitere Bilder \| Fotos hochladen | Heeder Mühle               | Heede (52° 59′ 22″ N, 7° 17′ 39″ O)                         |                  |         | |
| weitere Bilder \| Fotos hochladen | Hilter Mühle               | Hilter, Lathen (52° 49′ 37″ N, 7° 18′ 38″ O)                | Erdholländer     | 1818    | In älteren Werbespots fungierte die für diesen Zweck rot angestrichene Mühle als „Rügenwalder Mühle“ |
| weitere Bilder \| Fotos hochladen | Hüvener Mühle Wikidata     | Hüven (52° 46′ 16″ N, 7° 33′ 52″ O)                         | Galerieholländer |         | Kombinierte Wind- und Wassermühle; Vorlage für das Logo der „Vereinigung zur Erhaltung von Wind- und Wassermühlen in Niedersachsen und Bremen e. V.“                                                                                 |
| weitere Bilder \| Fotos hochladen | Windmühle Clusorth-Bramhar | Lingen (52° 35′ 7″ N, 7° 23′ 20″ O)                         |                  |         | |
| weitere Bilder \| Fotos hochladen | Eschmühle Lorup            | Lorup (52° 55′ 6″ N, 7° 38′ 1″ O)                           |                  |         | |
| weitere Bilder \| Fotos hochladen | Walkmühle Lorup            | Lorup (52° 59′ 22″ N, 7° 17′ 39″ O)                         |                  |         | |
| weitere Bilder \| Fotos hochladen | Höltingmühle               | Meppen (52° 41′ 37″ N, 7° 17′ 40″ O)                        | Galerieholländer | um 1639 | Ursprünglicher Standort bis 1959 war Bockhorn (Friesland) unter dem Namen Kranenkampmühle. |
| weitere Bilder \| Fotos hochladen | Abrams Mühle               | Papenburg (53° 4′ 34″ N, 7° 26′ 37″ O)                      |                  |         | |
| weitere Bilder \| Fotos hochladen | Bockwindmühle Papenburg    | Papenburg (53° 4′ 48″ N, 7° 24′ 32″ O)                      | Bockwindmühle    | 1709    | |
| weitere Bilder \| Fotos hochladen | Tunxdorfer Mühle           | Papenburg (53° 5′ 36″ N, 7° 19′ 21″ O)                      |                  |         | |
| weitere Bilder \| Fotos hochladen | Meyers Mühle               | Papenburg (53° 4′ 55″ N, 7° 23′ 23″ O)                      | Galerieholländer | 1888    | Dreistöckiger Galerieholländer. Sie wurde 1999 von der Stadt Papenburg gekauft und wieder funktionsfährig instandgesetzt. Die Mühlenkappe, Flügel und Galerie wurden neu angefertigt. Das Mahlwerk wurde funktionsfähig restauriert. |
| weitere Bilder \| Fotos hochladen | Windmühle Bohse            | Rhede (Ems) (53° 3′ 43″ N, 7° 15′ 51″ O)                    |                  |         | |
| weitere Bilder \| Fotos hochladen | Kreutzmanns Mühle          | Werlte (52° 51′ 14″ N, 7° 40′ 54″ O)                        | Galerieholländer | 1881    | |
| weitere Bilder \| Fotos hochladen | Windmühle Wippingen        | Wippingen (52° 55′ 35″ N, 7° 24′ 32″ O)                     | Wallholländer    | 1802    | |
| weitere Bilder \| Fotos hochladen | Baccumer Mühle             | Baccum, Lingen (Ems) (52° 30′ 2″ N, 7° 23′ 56″ O)           |                  |         | Jugendgästehaus |
| weitere Bilder \| Fotos hochladen | Hensenmühle                | Lingen (Ems) (52° 30′ 55″ N, 7° 25′ 19″ O)                  |                  |         | |
| BW                                | Kokenmühle                 | Lingen (Ems) (52° 31′ 4″ N, 7° 19′ 9″ O)                    |                  |         | |
| weitere Bilder \| Fotos hochladen | Altenberger Mühle          | Altenberge (Haren), Haren (Ems) (52° 49′ 0″ N, 7° 7′ 19″ O) |                  | 1852    | |
| weitere Bilder \| Fotos hochladen | Wettruper Mühle            | Wettrup (52° 35′ 0″ N, 7° 35′ 46″ O)                        |                  |         | |
| BW                                | Westermühle Börger         | Börger (52° 54′ 42″ N, 7° 31′ 37″ O)                        |                  |         | |
| BW                                | Ostermühle Börger          | Börger (52° 54′ 39″ N, 7° 33′ 1″ O)                         |                  |         | |
| weitere Bilder \| Fotos hochladen | Windmühle Schoo            | Rütenbrock, Haren (Ems) (52° 50′ 8″ N, 7° 6′ 12″ O)         |                  | 1882    | |
| weitere Bilder \| Fotos hochladen | Hoffmanns Windmühle        | Lengerich (Emsland) (52° 33′ 15″ N, 7° 30′ 45″ O)           |                  |         | |
| BW                                | Versener Mühle             | Versen, Meppen (52° 42′ 41″ N, 7° 13′ 45″ O)                |                  |         | |
| BW                                | Windmühle Hebelermeer      | Hebelermeer, Twist (Emsland) (52° 44′ 36″ N, 7° 5′ 2″ O)    |                  |         | |

### Landkreis Friesland
| Bild                              | Mühle                                    | Lage                                                            | Typ                | Erbaut  | Bemerkungen |
| --------------------------------- | ---------------------------------------- | --------------------------------------------------------------- | ------------------ | ------- | --- |
| weitere Bilder \| Fotos hochladen | Accumer Mühle                            | Accum, Schortens (53° 32′ 47″ N, 8° 1′ 10″ O)                   | Galerieholländer   | 1746    | Station der Friesischen Mühlenstraße. Station 12 der Niedersächsischen Mühlenstraße/Region Ostfriesland |
| weitere Bilder \| Fotos hochladen | Schlachtmühle                            | Jever (53° 34′ 39″ N, 7° 54′ 29″ O)                             | Galerieholländer   | 1722    | Station der Friesischen Mühlenstraße. Station 14 der Niedersächsischen Mühlenstraße/Region Ostfriesland |
| weitere Bilder \| Fotos hochladen | Oberahmer Peldemühle                     | Neustadtgödens, Sande (Friesland) (53° 28′ 19″ N, 7° 59′ 32″ O) | Erdholländer       | 1764    | Station 9 der Niedersächsischen Mühlenstraße/Region Ostfriesland |
| weitere Bilder \| Fotos hochladen | Wedelfelder Wasserschöpfmühle            | Neustadtgödens, Sande (Friesland) (53° 28′ 19″ N, 7° 59′ 32″ O) | Erdholländer       | 1844    | Station 8 der Niedersächsischen Mühlenstraße/Region Ostfriesland |
| weitere Bilder \| Fotos hochladen | Rutteler Mühle                           | Ruttel, Zetel (53° 23′ 29″ N, 7° 55′ 56″ O)                     | Galerieholländer   | 1865    | Station der Friesischen Mühlenstraße. Station 7 der Niedersächsischen Mühlenstraße/Region Ostfriesland; bis heute betriebsfähig und gewerblich genutzt. Produziert werden hier mit Windkraft unter anderem Getreideschrote, Vollkorn- und Feinmehle sowie Futtermittel. |
| weitere Bilder \| Fotos hochladen | Heidemühle                               | Heidmühle, Schortens (53° 32′ 26″ N, 7° 57′ 20″ O)              |                    |         | |
| weitere Bilder \| Fotos hochladen | Vareler Windmühle, „Grode Möhl“ Wikidata | Varel (53° 24′ 2″ N, 8° 8′ 36″ O)                               | Galerieholländer   | 1848    | 29,8 m hoch Station der Friesischen Mühlenstraße. Station 6 der Niedersächsischen Mühlenstraße/Region Ostfriesland |
| Fotos hochladen                   | Tengshausener Mühle                      | Friederikensiel, Wangerland (53° 40′ 46″ N, 7° 51′ 55″ O)       | Galerieholländer   | 1775    | |
| weitere Bilder \| Fotos hochladen | Stumpenser Mühle Wikidata                | Horumersiel, Wangerland (53° 41′ 24″ N, 7° 59′ 6″ O)            | Galerieholländer   | 1816    | Nutzung als Restaurant und Teestube |
| Fotos hochladen                   | Katenmöhl                                | Friederikensiel, Wangerland (53° 41′ 31″ N, 7° 52′ 27″ O)       | Holländerwindmühle |         | Nur quadratischer Unterbau vorhanden |
| BW                                | Kranenkamper Mühle                       | Bockhorn (53° 24′ 44″ N, 8° 2′ 25″ O)                           | Wallholländer      | um 1639 | Wallholländer mit Windrose und Segelflügeln, 1959 abgebaut, 1960 in Meppen wieder aufgebaut unter dem Namen Höltingmühle. |

### Landkreis Gifhorn
Link zu einem Kartenansichtstool, um Koordinaten zu setzen.
| Bild                              | Mühle                                          | Lage                                                                                  | Typ                                                | Erbaut | Bemerkungen |
| --------------------------------- | ---------------------------------------------- | ------------------------------------------------------------------------------------- | -------------------------------------------------- | ------ | --- |
| weitere Bilder \| Fotos hochladen | Deutsche Bockwindmühle Viktoria                | Internationales Mühlenmuseum Gifhorn, Gifhorn (52° 29′ 32″ N, 10° 33′ 0″ O)           | Bockwindmühle                                      | 1816   | erbaut 1816 im Kreis Neuhaldensleben, 1882 nach Osloß umgesetzt, Betriebseinstellung 1940, 1977 durch Landkreis Gifhorn erworben, 1980 restauriert auf Museumsgelände aufgestellt. Station 65 der Niedersächsischen Mühlenstraße/Region Lüneburger Heide |
| weitere Bilder \| Fotos hochladen | Deutsche Bergholländer-Mühle Immanuel          | Internationales Mühlenmuseum Gifhorn, Gifhorn (52° 29′ 36″ N, 10° 32′ 53″ O)          | Bergholländermühle                                 | 1848   | erbaut 1848 im Landkreis Dithmarschen, 1979 im Mühlenmuseum aufgebaut. Station 65 der Niedersächsischen Mühlenstraße/Region Lüneburger Heide |
| weitere Bilder \| Fotos hochladen | Deutsche Galerieholländer-Mühle Sanssouci      | Internationales Mühlenmuseum Gifhorn, Gifhorn (52° 29′ 33″ N, 10° 33′ 9″ O)           | Galerieholländerwindmühle                          | 1984   | Abbild der Historischen Mühle von Sanssouci. Station 65 der Niedersächsischen Mühlenstraße/Region Lüneburger Heide |
| weitere Bilder \| Fotos hochladen | Griechische Mühle Irini                        | Internationales Mühlenmuseum Gifhorn, Gifhorn (52° 29′ 38″ N, 10° 32′ 48″ O)          | Turmwindmühle                                      | 1987   | Nachbau einer Windmühle von der griechischen Kykladeninsel Mykonos. Station 65 der Niedersächsischen Mühlenstraße/Region Lüneburger Heide |
| weitere Bilder \| Fotos hochladen | Ukrainische Windmühle Natascha                 | Internationales Mühlenmuseum Gifhorn, Gifhorn (52° 29′ 33″ N, 10° 33′ 17″ O)          | quadratischer Galerieholländer mit großem Unterbau | 1988   | Nachbau einer Mühle im ukrainischen Korsun-Schewtschenkowski. Station 65 der Niedersächsischen Mühlenstraße/Region Lüneburger Heide |
| weitere Bilder \| Fotos hochladen | Portugiesische Windmühle Anabela               | Internationales Mühlenmuseum Gifhorn, Gifhorn (52° 29′ 38″ N, 10° 32′ 46″ O)          | Turmwindmühle                                      | 1993   | Nachbau einer Mühle aus Torres Vedras in Portugal. Station 65 der Niedersächsischen Mühlenstraße/Region Lüneburger Heide |
| weitere Bilder \| Fotos hochladen | Balearische Windmühle Moli de Tramuntana       | Internationales Mühlenmuseum Gifhorn, Gifhorn (52° 29′ 37″ N, 10° 32′ 40″ O)          | Turmwindmühle                                      | 2000   | Nachbau, Station 65 der Niedersächsischen Mühlenstraße/Region Lüneburger Heide |
| weitere Bilder \| Fotos hochladen | Russische Bockwindmühle Maschenka              | Internationales Mühlenmuseum Gifhorn, Gifhorn (52° 29′ 29″ N, 10° 33′ 13″ O)          | Bockwindmühle                                      | 2001   | Station 65 der Niedersächsischen Mühlenstraße/Region Lüneburger Heide, wurde 2022 abgerissen |
| weitere Bilder \| Fotos hochladen | Provenzalische Windmühle Alphonse Daudet       | Internationales Mühlenmuseum Gifhorn, Gifhorn (52° 29′ 36″ N, 10° 32′ 38″ O)          | Turmwindmühle                                      | 2002   | Nachbau einer um 1813 errichteten Mühle in Fontvieille nahe Arles in der französischen Provence. Station 65 der Niedersächsischen Mühlenstraße/Region Lüneburger Heide |
| weitere Bilder \| Fotos hochladen | Schottische Windmühle Lady Devorgilla Wikidata | Gifhorn, in der Nähe des Internationalen Mühlenmuseums (52° 29′ 27″ N, 10° 32′ 33″ O) | Turmwindmühle                                      |        | Nachbau einer schottischen Fünfflügelmühle. Original etwa 1790 auf „Corbey Hill“ in Dumfries gebaut. Station 65 der Niedersächsischen Mühlenstraße/Region Lüneburger Heide |
| weitere Bilder \| Fotos hochladen | Windmühle Meine                                | Meine (52° 22′ 23″ N, 10° 32′ 54″ O)                                                  | Erdholländer                                       | 1864   | Nutzung zu Wohnzwecken |
| weitere Bilder \| Fotos hochladen | Ohrdorfer Windmühle                            | Ohrdorf, Wittingen (52° 42′ 3″ N, 10° 48′ 5″ O)                                       | Turmholländer                                      | 1867   | Komplett gemauerter und konischer Turmholländer von 1867, ursprünglich 2 Gänge und ein Kollergang sowie 2 Windrosen. Später Ausbau zu Wohnzwecken; von der Technik Räderwerk (Flügelwelle mit Kammrad, Bunkler mit Königswelle und eisernes Stirnrad) vorhanden. Heute Nutzung als Ferienwohnung. Seit einigen Jahren neues Flügelkreuz für Segelbespannung, windgängig. |
| Fotos hochladen                   | Mühle Radenbeck                                | Radenbeck, Wittingen (52° 38′ 35″ N, 10° 50′ 58″ O)                                   | Turmholländer                                      |        | |
| weitere Bilder \| Fotos hochladen | Windmühle Weyhausen                            | Weyhausen (52° 28′ 0″ N, 10° 43′ 48″ O)                                               | Erdholländer                                       |        | |

### Landkreis Goslar
Link zu einem Kartenansichtstool, um Koordinaten zu setzen.
| Bild                              | Mühle                    | Lage                                     | Typ           | Erbaut                 | Bemerkungen |
| --------------------------------- | ------------------------ | ---------------------------------------- | ------------- | ---------------------- | --- |
| weitere Bilder \| Fotos hochladen | Bockwindmühle Liebenburg | Liebenburg (52° 1′ 45″ N, 10° 26′ 48″ O) | Bockwindmühle | zwischen 1840 und 1860 | Die Mühle wurde wohl zwischen 1840 und 1860 in Immenrode gebaut. 1889 ließ der Müller Gustav Tappe sie abbauen und nach Liebenburg versetzen. Am 19. Mai 2012 wurde die Mühle durch ein Feuer vollständig zerstört. |

### Landkreis Göttingen
Link zu einem Kartenansichtstool, um Koordinaten zu setzen.
| Bild                              | Mühle                     | Lage                                   | Typ           | Erbaut | Bemerkungen |
| --------------------------------- | ------------------------- | -------------------------------------- | ------------- | ------ | --- |
| weitere Bilder \| Fotos hochladen | Bockwindmühle aus Hotteln | Ebergötzen (51° 34′ 8″ N, 10° 6′ 4″ O) | Bockwindmühle | 1812   | Ausstellungsstück des Europäischen Brotmuseums. 1812 in Hotteln bei Hildesheim erbaut. 1974 nach Mollenfelde, dem früheren Standort des Brotmuseums, versetzt. Seit 2004 in Ebergötzen. |

### Landkreis Hameln-Pyrmont
Link zu einem Kartenansichtstool, um Koordinaten zu setzen.
| Bild                              | Mühle             | Lage                                                                      | Typ                   | Erbaut    | Bemerkungen                                                        |
| --------------------------------- | ----------------- | ------------------------------------------------------------------------- | --------------------- | --------- | ------------------------------------------------------------------ |
| BW                                | Windmühle Bakede  | Bakede, Bad Münder am Deister, Mühlenstraße (52° 12′ 22″ N, 9° 23′ 19″ O) | Windturbinenholländer | nach 1880 | Gebaut durch Th. Burgdorff, Hoheneggelsen. Baudenkmal.             |
| weitere Bilder \| Fotos hochladen | Windmühle Tündern | Tündern, Hameln (52° 3′ 41″ N, 9° 22′ 31″ O)                              | Runder Steinholländer | 1883      | Station 21 der Niedersächsischen Mühlenstraße/Region Weserbergland |

### Region Hannover
Link zu einem Kartenansichtstool, um Koordinaten zu setzen.
| Bild                              | Mühle                                 | Lage                                                                                 | Typ                  | Erbaut | Bemerkungen |
| --------------------------------- | ------------------------------------- | ------------------------------------------------------------------------------------ | -------------------- | ------ | --- |
| weitere Bilder \| Fotos hochladen | Abbenser Windmühle                    | Abbensen, Wedemark (52° 34′ 18″ N, 9° 35′ 43″ O)                                     | Erdholländer         | 1822   | Die denkmalgeschützte Mühle verfällt zusehends |
| weitere Bilder \| Fotos hochladen | Almhorster Mühle                      | Almhorst, Seelze (52° 22′ 58″ N, 9° 34′ 36″ O)                                       | Turmholländer        | 1882   | Umgebaut zu einem Wohnhaus |
| weitere Bilder \| Fotos hochladen | Anderter Windmühle Wikidata           | Anderten, Hannover (52° 21′ 21″ N, 9° 51′ 29″ O)                                     | Erdholländer         | 1854   | Eine Vorläuferin der Holländerwindmühle war eine weiter südlich gelegene Bockwindmühle |
| Fotos hochladen                   | Arnumer Mühle                         | Arnum, Hemmingen (52° 18′ 25″ N, 9° 43′ 57″ O)                                       | Turmholländer        | 1883   | 1958 stillgelegt. Zu Wohnhaus umgebaut. |
| weitere Bilder \| Fotos hochladen | Siebentrappenmühle / Windmühle Benthe | Benthe, Ronnenberg (52° 19′ 54″ N, 9° 37′ 41″ O)                                     | Galerieholländer     | 1855   | |
| weitere Bilder \| Fotos hochladen | Windmühle Bennigsen                   | Bennigsen, Springe (52° 14′ 28″ N, 9° 40′ 22″ O)                                     | Galerieholländer     | 1884   | Turm und Galerie erhalten. Kappe und Flügel heute in Tündern. |
| weitere Bilder \| Fotos hochladen | Windmühle Bilm                        | Bilm, Sehnde (52° 20′ 43″ N, 9° 54′ 57″ O)                                           | Galerieholländer     | 1855   | 1855 als modernste Mühle im Landkreis Burgdorf erbaut anstelle einer abgebrannten Bockwindmühle. 1925 und 1928 abgebrannt, danach zu Wohnzwecken hergerichtet.                                                       |
| weitere Bilder \| Fotos hochladen | Bockwindmühle Borstel                 | Borstel, Neustadt am Rübenberge (52° 35′ 0″ N, 9° 24′ 12″ O)                         | Bockwindmühle        | 1767   | 1767 errichtet, nach Brand 1777 wieder aufgebaut. Äußerliche Sanierung 1976. Die Flügel sind Nachbildungen. |
| weitere Bilder \| Fotos hochladen | Holländerwindmühle Borstel            | Borstel, Neustadt am Rübenberge (52° 35′ 26″ N, 9° 23′ 55″ O)                        | Galerieturmwindmühle | 1873   | Massiver Ziegelbau, Kappe mit Schindeln gedeckt. Gebaut von Bergmann aus Nienburg. |
| Fotos hochladen                   | Fünfflügelmühle                       | Burgdorf (52° 27′ 12″ N, 10° 0′ 45″ O)                                               | Galerieholländer     | 1847   | 1970 abgerissen. |
| Fotos hochladen                   | Bönnigser Mühle                       | Degersen, Wennigsen (Deister) (52° 17′ 0″ N, 9° 34′ 38″ O)                           | Galerieholländer     | 1868   | Zwei Mahl- und ein Schrotgang. Untere Hälfte Ziegelmauerwerk, oben Schieferverkleidung und Dachpfannen. Anfang der 1990er Jahre abgerissen.                                                                          |
| weitere Bilder \| Fotos hochladen | Windmühle Dollbergen                  | Dollbergen, Uetze (52° 24′ 25″ N, 10° 10′ 28″ O)                                     | Galerieholländer     | 1921   | Die in Ohlenrode 1870 gebaute Mühle wurde nach Dollbergen transloziert. |
| Fotos hochladen                   | Dudenser Bockwindmühle                | Dudensen, Neustadt am Rübenberge (52° 36′ 17″ N, 9° 27′ 23″ O)                       | Bockwindmühle        | 1844   | um 1700 erbaut, 1844 an den Standort einer Wassermühle umgesetzt |
| weitere Bilder \| Fotos hochladen | Tankesche Mühle                       | Farster Bauerschaft, Isernhagen, Hachtingweg/Lohnerweg (52° 28′ 26″ N, 9° 51′ 45″ O) | Bockwindmühle        | 1743   | 1958 stillgelegt, 1962 gesprengt. |
| weitere Bilder \| Fotos hochladen | Struckmeyersche Mühle Wikidata        | Gehrden (52° 18′ 33″ N, 9° 35′ 12″ O)                                                | Turmholländer        | 1878   | Vorgänger war eine 1729 errichtete Bockwindmühle |
| weitere Bilder \| Fotos hochladen | Wendlandsche Mühle Wikidata           | Gehrden (52° 19′ 2″ N, 9° 35′ 56″ O)                                                 | Galerieturmwindmühle | 1872   | seit 1939 ohne Flügel, 1954 ausgebrannt, Stumpf 1999 abgerissen |
| weitere Bilder \| Fotos hochladen | Buchholzer Windmühle                  | Groß Buchholz, Hannover (52° 24′ 19″ N, 9° 48′ 28″ O)                                | Galerieholländer     | 1868   | |
| weitere Bilder \| Fotos hochladen | Hänigser Bockwindmühle                | Hänigsen, Uetze (52° 29′ 1″ N, 10° 4′ 28″ O)                                         | Bockwindmühle        | 1704   | Station 85 der Niedersächsischen Mühlenstraße/Region Lüneburger Heide |
| weitere Bilder \| Fotos hochladen | Harenberger Mühle                     | Harenberg, Seelze (52° 22′ 34″ N, 9° 36′ 11″ O)                                      | Galerieholländer     | 1860   | |
| weitere Bilder \| Fotos hochladen | Bassesche Mühle                       | Holtensen, Wennigsen (Deister) (52° 15′ 42″ N, 9° 37′ 42″ O)                         | Turmwindmühle        | 1885   | Um 1885 von Heinrich Basse erbaut und bis 1950 in Betrieb. Heute als Wohnraum genutzt. |
| weitere Bilder \| Fotos hochladen | Horster Mühle                         | Horst, Garbsen (52° 26′ 11″ N, 9° 32′ 32″ O)                                         | Turmholländer        | 1850   | Ersetzte 1850 eine nach Harenberg verkaufte Bockwindmühle. 1923 zur Motormühle umgebaut, Galerie, Flügel und Welle nicht mehr vorhanden.                                                                             |
| weitere Bilder \| Fotos hochladen | Frielingsmühle                        | Ilten, Sehnde (52° 21′ 4″ N, 9° 55′ 23″ O)                                           | Turmholländer        | 1882   | wird zu Wohnzwecken genutzt |
| weitere Bilder \| Fotos hochladen | Windmühle Jeinsen                     | Jeinsen, Pattensen, Schliekumer Straße (52° 13′ 17″ N, 9° 48′ 4″ O)                  | Erdholländer         | 1880   | |
| weitere Bilder \| Fotos hochladen | Wagenzeller Mühle                     | Kaltenweide, Langenhagen (52° 28′ 21″ N, 9° 43′ 48″ O)                               | Bockwindmühle        | 1602   | |
| weitere Bilder \| Fotos hochladen | Alte Mühle (Löns-Park)                | Kleefeld, Hannover (52° 22′ 9″ N, 9° 49′ 2″ O)                                       | Bockwindmühle        | 1580   | im Hermann-Löns-Park, wegen Holzschäden 2008 abgebaut, restauriert und 2012 wieder aufgebaut. |
| weitere Bilder \| Fotos hochladen | Mühle Gut Dunau                       | Lathwehren-Dunau, Seelze (52° 21′ 16″ N, 9° 32′ 54″ O)                               | Galerieholländer     | 1852   | Auf den Fundamenten einer abgebrannten Wassermühle errichtet. Zu Wohnhaus umgebaut. |
| Fotos hochladen                   | Levester Mühle                        | Leveste, Gehrden (52° 19′ 22″ N, 9° 33′ 28″ O)                                       | Bockwindmühle        | 1769   | Gehörte zum Rittergut Leveste, zugleich Zollstation. Bis 1925 in Betrieb. 1935 von Wind umgerissen. Sockel nach 1945 beseitigt.                                                                                      |
| weitere Bilder \| Fotos hochladen | Lindener Windmühle Wikidata           | Linden, Hannover (52° 21′ 44″ N, 9° 42′ 19″ O)                                       | Turmholländer        | 1652   | Der ehemalige Wartturm auf dem Lindener Berg in Linden bei Hannover wurde 1650–52 zur Windmühle umgebaut und bis 1927 genutzt.                                                                                       |
| weitere Bilder \| Fotos hochladen | Windmühle Mandelsloh                  | Mandelsloh, Neustadt am Rübenberge (52° 36′ 32″ N, 9° 34′ 21″ O)                     | Turmholländer        | 1906   | Nutzung für Wohnzwecke |
| weitere Bilder \| Fotos hochladen | Mühle Pries                           | Mellendorf, Wedemark (52° 32′ 31″ N, 9° 44′ 42″ O)                                   | Erdholländer         | 1853   | |
| Fotos hochladen                   | Heisterholz-Mühle                     | Neuwarmbüchen, Isernhagen (52° 28′ 26″ N, 9° 53′ 11″ O)                              | Bockwindmühle        |        | |
| weitere Bilder \| Fotos hochladen | Windmühle Niederhägener Bauerschaft   | Niedernhägener Bauerschaft, Isernhagen (52° 27′ 28″ N, 9° 47′ 40″ O)                 | Turmholländer        | 1927   | 1933 stillgelegt, wird zu Wohnzwecken genutzt |
| weitere Bilder \| Fotos hochladen | Bindigsmühle / Windmühle Harkenbleck  | Reden, Pattensen (52° 16′ 51″ N, 9° 45′ 55″ O)                                       | Holländerwindmühle   | 1880   | Südlich von Harkenbleck, gehörte aber zum Gut Reden. Die Mühle wurde um 1950 stillgelegt. Danach Gaststätte, nach dem letzten Müller Henry Bindig benannt. Heute wird der Rumpf ohne Technik für Wohnzwecke genutzt. |
| weitere Bilder \| Fotos hochladen | Bockwindmühle Sorgensen Wikidata      | Sorgensen, Burgdorf (52° 27′ 44″ N, 10° 0′ 46″ O)                                    | Bockwindmühle        | 1686   | Grundlegende Renovierung 1783 |
| weitere Bilder \| Fotos hochladen | Sorsumer Mühle Wikidata               | Sorsum, Wennigsen (Deister) (52° 16′ 47″ N, 9° 37′ 14″ O)                            | Turmholländer        | 1876   | Flügel 1972 bei Orkan zerstört. Flügelreste 2022 entfernt. |
| weitere Bilder \| Fotos hochladen | Windmühle Paula                       | Steinhude, Wunstorf (52° 27′ 13″ N, 9° 22′ 7″ O)                                     | Erdholländer         | 1863   | 1912 von Broitzem umgesetzt; Station 1 der Niedersächsischen Mühlenstraße/Region Weserbergland |
| weitere Bilder \| Fotos hochladen | Stemmer Windmühle                     | Stemmen, Barsinghausen (52° 20′ 38″ N, 9° 32′ 2″ O)                                  | Bockwindmühle        | 1680   | Die Mühle wurde bis zum 1. Weltkrieg betrieben. Im Jahr 1928 wurde sie durch einen Sturm funktionsuntüchtig. Die Ruine stand mindestens noch bis 1934.                                                               |
| weitere Bilder \| Fotos hochladen | Wettberger Mühle                      | Wettbergen, Hannover (52° 20′ 7″ N, 9° 41′ 30″ O)                                    | Erdholländer         | 1874   | Windmühle auf dem Mühlenberg, namensgebend für den Stadtteil, aber im Stadtteil Wettbergen gelegen. Flügel ab 1948 in Sorsum.                                                                                        |
| weitere Bilder \| Fotos hochladen | Bockwindmühle Wettmar                 | Wettmar, Burgwedel (52° 30′ 23″ N, 9° 55′ 40″ O)                                     | Bockwindmühle        | 1798   | Im Norden von Wettmar erbaut (Mühlenweg/Am Nordberg), 1943 stillgelegt. 2011 transloziert, Technik sowie Flügel rekonstruiert.                                                                                       |
| weitere Bilder \| Fotos hochladen | Windmühle Wichtringhausen             | Wichtringhausen, Barsinghausen (52° 19′ 51″ N, 9° 25′ 37″ O)                         | Galerieholländer     | 1752   | |

### Landkreis Harburg
Link zu einem Kartenansichtstool, um Koordinaten zu setzen.
| Bild                              | Mühle                                          | Lage                                            | Typ                | Erbaut | Bemerkungen |
| --------------------------------- | ---------------------------------------------- | ----------------------------------------------- | ------------------ | ------ | --- |
| Fotos hochladen                   | ehem. Windmühle                                | Drage (Elbe) (53° 25′ 43″ N, 10° 18′ 17″ O)     |                    |        | |
| weitere Bilder \| Fotos hochladen | Windmühle Eyendorf / Eyendorfer Mühle Wikidata | Eyendorf (53° 12′ 18″ N, 10° 9′ 1″ O)           | Erdholländer       | 1897   | Bis Ende der 1980er Jahre betrieben; wird als Museumsmühle genutzt. Station 102 der Niedersächsischen Mühlenstraße/Region Lüneburger Heide |
| weitere Bilder \| Fotos hochladen | Windmühle Garlstorf                            | Garlstorf (53° 14′ 2″ N, 10° 6′ 14″ O)          | Galerieholländer   | 1865   | Station 115 der Niedersächsischen Mühlenstraße/Region Lüneburger Heide                                                                     |
| weitere Bilder \| Fotos hochladen | Windmühle Hittfeld Wikidata                    | Hittfeld, Seevetal (53° 22′ 54″ N, 9° 59′ 1″ O) | Holländerwindmühle | 1875   | |
| weitere Bilder \| Fotos hochladen | Windmühle Kampen                               | Kampen, Welle (53° 14′ 30″ N, 9° 46′ 4″ O)      | Galerieholländer   | 1866   | Zweigstelle des Standesamts Tostedt |

### Landkreis Heidekreis
Link zu einem Kartenansichtstool, um Koordinaten zu setzen.
| Bild                              | Mühle                                | Lage                                                           | Typ                | Erbaut | Bemerkungen |
| --------------------------------- | ------------------------------------ | -------------------------------------------------------------- | ------------------ | ------ | --- |
| weitere Bilder \| Fotos hochladen | Bockwindmühle Weltvogelpark Walsrode | Weltvogelpark Walsrode, Walsrode (52° 52′ 53″ N, 9° 36′ 16″ O) | Bockwindmühle      | 1871   | Ursprünglich in Ummeln, seit 1975 in Bomlitz. Station 91 der Niedersächsischen Mühlenstraße/Region Lüneburger Heide                                           |
| Fotos hochladen                   | Windmühle Eilte                      | Ahlden (Aller) (52° 45′ 33″ N, 9° 28′ 55″ O)                   |                    |        | |
| weitere Bilder \| Fotos hochladen | Bothmer Mühle                        | Bothmer, Schwarmstedt (52° 42′ 19″ N, 9° 35′ 37″ O)            | Galerieholländer   |        | |
| weitere Bilder \| Fotos hochladen | Windmühle Heber Wikidata             | Heber, Schneverdingen (53° 4′ 56″ N, 9° 50′ 52″ O)             | Holländerwindmühle | 1825   | Station 99 der Niedersächsischen Mühlenstraße/Region Lüneburger Heide                                                                                         |
| weitere Bilder \| Fotos hochladen | Sprengeler Mühle Wikidata            | Neuenkirchen (53° 4′ 4″ N, 9° 44′ 26″ O)                       | Galerieholländer   | 1877   | Station 95 der Niedersächsischen Mühlenstraße/Region Lüneburger Heide                                                                                         |
| weitere Bilder \| Fotos hochladen | Bockwindmühle Rethem                 | Rethem (Aller) (52° 47′ 1″ N, 9° 23′ 13″ O)                    | Bockwindmühle      | 1594   | 1594 in Frankenfeld errichtet, 1955 zerlegt und im Rethemer Londypark wieder aufgebaut. Station 93 der Niedersächsischen Mühlenstraße/Region Lüneburger Heide |
| Fotos hochladen                   | Mühle im Heide Park Resort           | Soltau (53° 1′ 31″ N, 9° 52′ 33″ O)                            |                    |        | |

### Landkreis Helmstedt
Link zu einem Kartenansichtstool, um Koordinaten zu setzen.
| Bild                              | Mühle                         | Lage                                                         | Typ                 | Erbaut | Bemerkungen |
| --------------------------------- | ----------------------------- | ------------------------------------------------------------ | ------------------- | ------ | --- |
| weitere Bilder \| Fotos hochladen | Mühle Groß Sisbeck            | Groß Sisbeck, Groß Twülpstedt (52° 21′ 44″ N, 10° 55′ 11″ O) | Turmholländer       |        | |
| weitere Bilder \| Fotos hochladen | Mühle Groß Twülpstedt         | Groß Twülpstedt (52° 22′ 40″ N, 10° 55′ 20″ O)               | Turmholländer       |        | |
| Fotos hochladen                   | Windmühle Gerhardt            | Scheppau, Königslutter am Elm (52° 17′ 34″ N, 10° 44′ 43″ O) | Turmholländer       | 1883   | |
| Fotos hochladen                   |                               | Söllingen (52° 5′ 10″ N, 10° 55′ 32″ O)                      | Turmholländer       | 1880   | |
| weitere Bilder \| Fotos hochladen | Windmühle Wendhausen Wikidata | Wendhausen, Lehre (52° 18′ 58″ N, 10° 37′ 58″ O)             | Stein-Bergholländer | 1837   | Einzige intakte Fünf-Flügelmühle in Deutschland. Station 7 der Niedersächsischen Mühlenstraße/Region Zwischen Harz und Heide |

### Landkreis Hildesheim
Link zu einem Kartenansichtstool, um Koordinaten zu setzen.
| Bild                              | Mühle                | Lage                                                             | Typ                | Erbaut | Bemerkungen |
| --------------------------------- | -------------------- | ---------------------------------------------------------------- | ------------------ | ------ | --- |
| weitere Bilder \| Fotos hochladen | Paltrockmühle Asel   | Asel, Harsum (52° 12′ 0″ N, 9° 57′ 58″ O)                        | Paltrockmühle      | 1850   | Als Bockwindmühle bei Schöppenstedt errichtet, 1894 nach Asel versetzt und zur Paltrockmühle umgebaut. Bis 1969 in Betrieb. Wieder voll funktionsfähig.                   |
| Fotos hochladen                   | Windmühle            | Machtsum, Harsum, Windmühlenstr. 6 (52° 11′ 47″ N, 10° 1′ 41″ O) | Bockwindmühle      | 1638   | Die Bockwindmühle Machtsum wurde 1638 vor Wirringen als herrschaftliche Mühle gebaut und kam 1888 durch Kauf nach Machtsum. Die Jahreszahl ist im Hausbaum eingeschnitzt. |
| weitere Bilder \| Fotos hochladen | Windmühle Marienrode | Marienrode, Hildesheim (52° 6′ 45″ N, 9° 55′ 9″ O)               | Bockwindmühle      | 1839   | Betrieb bis 1939 |
| Fotos hochladen                   | Mühle in Burgstemmen | Burgstemmen, Nordstemmen (52° 8′ 58″ N, 9° 46′ 28″ O)            |                    | 1872   | Die Mühle diente bis 1972 als Getreidemühle zur Herstellung von Mehl und Futterschrot                                                                                     |
| weitere Bilder \| Fotos hochladen | Patentmühle Söhlde   | Söhlde (52° 11′ 22″ N, 10° 13′ 28″ O)                            | Turmholländer      |        | |
| Fotos hochladen                   | Kreide-Windmühle     | Söhlde (52° 11′ 7″ N, 10° 13′ 29″ O)                             | Holländerwindmühle | 1862   | Bis 1906 mit Wind betrieben, dann Umrüstung auf Elektrobetrieb und 1957 stillgelegt                                                                                       |

### Landkreis Holzminden
Link zu einem Kartenansichtstool, um Koordinaten zu setzen.
| Bild                              | Mühle      | Lage                                                          | Typ | Erbaut | Bemerkungen |
| --------------------------------- | ---------- | ------------------------------------------------------------- | --- | ------ | --- |
| weitere Bilder \| Fotos hochladen | Alte Mühle | Fürstenberg/Weser, Klappenweg 2 (51° 43′ 50″ N, 9° 24′ 16″ O) |     | 1744   | Geplant als Aufwindmühle mit einem horizontal drehenden Flügelrad. Nach dem Tod ihres Konstrukteurs Johann Bessler 1745 unvollendet. Gebäude mit Fachwerkaufsatz versehen, bis 1755 als Laboratorium der Porzellanmanufaktur Fürstenberg genutzt, danach bis 1980 Werkwohnung. Baudenkmal. |

### Landkreis Leer
Link zu einem Kartenansichtstool, um Koordinaten zu setzen.
| Bild                              | Mühle                                                     | Lage                                                          | Typ              | Erbaut  | Bemerkungen |
| --------------------------------- | --------------------------------------------------------- | ------------------------------------------------------------- | ---------------- | ------- | --- |
| weitere Bilder \| Fotos hochladen | Backemoorer Mühle                                         | Backemoor, Rhauderfehn (53° 11′ 23″ N, 7° 31′ 21″ O)          | Galerieholländer | 1798    | Aufstockung 1901, Wiederaufbau 1947, Wiederaufbau ab 1999 |
| weitere Bilder \| Fotos hochladen | Bunder Mühle                                              | Bunde (53° 10′ 54″ N, 7° 16′ 39″ O)                           | Galerieholländer | 1911    | Station 78 der Niedersächsischen Mühlenstraße/Region Ostfriesland |
| weitere Bilder \| Fotos hochladen | Burlager Mühle                                            | Burlage, Rhauderfehn (53° 3′ 7″ N, 7° 33′ 14″ O)              | Erdholländer     | 1824    | Station 80 der Niedersächsischen Mühlenstraße/Region Ostfriesland |
| weitere Bilder \| Fotos hochladen | Hahnentanger Mühle                                        | Hahnentange, Rhauderfehn (53° 6′ 41″ N, 7° 33′ 59″ O)         | Galerieholländer | 1864    | Die ursprüngliche Mühle brannte 1885 ab und wurde dann zweistöckig wieder aufgebaut. Der Betrieb wurde 1968 eingestellt. Seit 1992 gehört der Gemeinde Rhauderfehn die Anlage. Sie ist jetzt restauriert und voll funktionsfähig. Station 81 der Niedersächsischen Mühlenstraße/Region Ostfriesland                                                          |
| weitere Bilder \| Fotos hochladen | Mühle Holtland                                            | Holtland (53° 16′ 52″ N, 7° 34′ 49″ O)                        | Galerieholländer | 1864    | Die Anlage war bis 1992 in Privatbesitz. 1992 schenkte die Familie die Anlage funktionstüchtig der Gemeinde. Station 70 der Niedersächsischen Mühlenstraße/Region Ostfriesland |
| weitere Bilder \| Fotos hochladen | Windmühle Idafehn                                         | Idafehn, Ostrhauderfehn (53° 8′ 21″ N, 7° 38′ 15″ O)          | Galerieholländer | 1891    | Die Mühle wurde am 25. April 1945 durch Kriegshandlungen beschädigt. Am 13. November 1972 brannte sie während eines Orkans ab, Der Mühlenstumpf wurde 1999 von der Gemeinde gekauft und restauriert. Der Anbau, das sogenannte Packhaus, wird für Versammlungen und Ausstellungen benutzt. Station 85 der Niedersächsischen Mühlenstraße/Region Ostfriesland |
| weitere Bilder \| Fotos hochladen | Mühle Mitling-Mark                                        | Mitling-Mark, Westoverledingen (53° 8′ 29″ N, 7° 22′ 36″ O)   | Galerieholländer | 1843    | Ursprünglich stand hier seit alters her eine Bockwindmühle. 1843 wurde die derzeitige Anlage errichtet. 1928 wurde ein Dieselmotor eingebaut und 1945 ein Elektromotor. 1984 kaufte die Gemeinde die Anlage. Seit 1990 kann die Mühle wieder besichtigt werden. Station 82 der Niedersächsischen Mühlenstraße/Region Ostfriesland                            |
| weitere Bilder \| Fotos hochladen | Mühle Rhaude-Holte                                        | Rhaude, Rhauderfehn (53° 9′ 50″ N, 7° 34′ 8″ O)               | Galerieholländer | 1852    | Die Mühle wurde 1958 abgebaut. In den Jahren 1991 bis 1998 wiedererrichtet. Station 84 der Niedersächsischen Mühlenstraße/Region Ostfriesland |
| weitere Bilder \| Fotos hochladen | Mühle Wichers                                             | Stapelmoor, Weener (53° 8′ 16″ N, 7° 19′ 10″ O)               | Galerieholländer | 1909    | Der Vorgängerbau von 1818 wurde 1909 abgebrochen. Station der Niedersächsischen Mühlenstraße. |
| weitere Bilder \| Fotos hochladen | Haseborgsche Mühle Wikidata                               | Möhlenwarf, Weener (53° 10′ 43″ N, 7° 18′ 18″ O)              | Galerieholländer | 1899    | Der Mühlenbetrieb wurde 1972 eingestellt. |
| weitere Bilder \| Fotos hochladen | Königsmühle (Bunde)                                       | Bunde (53° 11′ 21″ N, 7° 16′ 18″ O)                           |                  |         | Als Mühlenstumpf erhalten. |
| weitere Bilder \| Fotos hochladen | Huisingasche Mühle                                        | Bunderhee, Bunde (53° 12′ 40″ N, 7° 17′ 53″ O)                | Galerieholländer | 1859    | Als Mühlenstumpf erhalten. |
| weitere Bilder \| Fotos hochladen | Wasserschöpfmühle Charlottenpolder                        | Charlottenpolder, Bunde (53° 11′ 38″ N, 7° 13′ 3″ O)          |                  |         | Als Mühlenstumpf erhalten. |
| weitere Bilder \| Fotos hochladen | Windmühle Neu-Diele                                       | Diele, Weener (53° 7′ 33″ N, 7° 19′ 9″ O)                     |                  |         | Als Mühlenstumpf erhalten. In sehr schlechtem Zustand. |
| weitere Bilder \| Fotos hochladen | Windmühle Ditzum / Ditzumer Mühle                         | Ditzum, Jemgum (53° 18′ 57″ N, 7° 16′ 44″ O)                  | Galerieholländer | 1883    | 1943 abgebrannt und wieder aufgebaut als Motormühle, 1945 bei Kampfhandlungen ausgebrannt, Betrieb bis 1986. |
| weitere Bilder \| Fotos hochladen | Mühle Nanowa                                              | Ditzumerverlaat, Bunde (53° 15′ 39″ N, 7° 15′ 30″ O)          |                  | 1804    | Als Mühlenstumpf erhalten, zu einer Ferienwohnung umgebaut. |
| weitere Bilder \| Fotos hochladen | Wasserschöpfmühle Wynhamsterkolk                          | Ditzumerverlaat, Bunde (53° 16′ 28″ N, 7° 16′ 1″ O)           | Erdholländer     | 1804    | Als Entwässerungsmühle gebaut, seit 1890 in Privatbesitz, die Entwässerung mit Windkraft wurde Ende 1950er Jahre beendet. |
| weitere Bilder \| Fotos hochladen | Windmühle Großoldendorf                                   | Großoldendorf, Uplengen (53° 19′ 30″ N, 7° 44′ 19″ O)         | Galerieholländer | 1887    | Die Mühle wurde noch bis 1962 mit Wind betrieben und dann auf Motorkraft umgestellt. Im Jahr 1977 wurde der Betrieb eingestellt. |
| weitere Bilder \| Fotos hochladen | Peldemühle Jemgum                                         | Jemgum (53° 15′ 54″ N, 7° 23′ 8″ O)                           | Galerieholländer | 1756    | Als Getreidemühle gebaut und ist noch vollständig erhalten |
| weitere Bilder \| Fotos hochladen | Roggenmühle Jemgum                                        | Jemgum (53° 15′ 51″ N, 7° 23′ 20″ O)                          | Galerieholländer | 1777    | Nach mehreren Umbauten 1945 zerstört. Der Mühlenstumpf wird seit 1972 als Wohnhaus genutzt. |
| weitere Bilder \| Fotos hochladen | Windmühle Logabirum / Windmühle Frisia / Mühle Eiklenborg | Logabirum, Leer (53° 14′ 51″ N, 7° 30′ 56″ O)                 | Galerieholländer | 1895    | Zuerst als Sägemühle gebaut, 1935 wurde der Steert durch eine Windrose ersetzt, 1938 auf Motorbetrieb umgestellt. Die Mühle ist außer Betrieb aber noch voll funktionsfähig. |
| weitere Bilder \| Fotos hochladen | Mühle Neermoor                                            | Neermoor, Moormerland (53° 18′ 22″ N, 7° 26′ 19″ O)           | Galerieholländer | 1884    | Flügel und Kappe wurden 1964 abgenommen, 1989 wurde der Mühlenbetrieb stillgelegt. Seit 2000 umfassende Sanierung. |
| weitere Bilder \| Fotos hochladen | Klostermühle (Thedinga) Wikidata                          | Nüttermoor, Leer (Ostfriesland) (53° 16′ 16″ N, 7° 27′ 29″ O) | Galerieholländer | 1881    | Die Windmühle brannte 1947 ab. Der Mühlenstumpf ist als Wohnhaus erhalten. |
| weitere Bilder \| Fotos hochladen | Windmühle Remels                                          | Remels, Uplengen (53° 18′ 28″ N, 7° 45′ 12″ O)                | Galerieholländer | 1803    | Das Getreide für die Anlage wurde auf dem Nordgeorgsfehnkanal herangeschafft. Bis zu ihrer Stilllegung 1962 wurde die Anlage mit Wind betrieben. Seit 1963 ist sie in Besitz der Gemeinde und wird als technisches Denkmal erhalten. |
| weitere Bilder \| Fotos hochladen | Mühle Südgeorgsfehn                                       | Südgeorgsfehn, Uplengen (53° 14′ 42″ N, 7° 43′ 58″ O)         | Galerieholländer | 1907    | Bis etwa 1966 mit Windkraft betrieben, danach nur mit Motorbetrieb. 1989/90 Stilllegung. 1998 umfassend restauriert. |
| weitere Bilder \| Fotos hochladen | Windmühle Völlen                                          | Völlen, Westoverledingen (53° 6′ 19″ N, 7° 22′ 55″ O)         | Galerieholländer |         | Der bis dahin verbliebene Mühlenstumpf wurde 2018 abgerissen. Nur einige Mühlsteine sind noch erhalten. |
| BW                                | Wasserschöpfmühle Völlenerfehn                            | Völlenerfehn, Westoverledingen (53° 6′ 12″ N, 7° 24′ 58″ O)   | Wallholländer    | 1813    | Das Oberteil der Mühle wurde im Dezember 2009 abgebaut, komplett demontiert und in Ahausen, einem Stadtteil von Bersenbrück bei Osnabrück neu errichtet. Der untere Teil der Mühle wurde 2010/11 abgerissen. |
| weitere Bilder \| Fotos hochladen | Mühle Bohlen / Mühle Warsingsfehn                         | Warsingsfehn, Moormerland (53° 19′ 39″ N, 7° 28′ 29″ O)       | Galerieholländer | 1811/12 | Das Flügelwerk wurde 1967 demontiert, anschließend weiterbetrieb mit Elektromotor. Die Mühlenkappe wurde 1994 neu aufgesetzt, 1996 wieder eine Galerie angebaut. |
| weitere Bilder \| Fotos hochladen | Wymeerer Mühle                                            | Wymeer, Bunde (53° 8′ 9″ N, 7° 12′ 31″ O)                     | Galerieholländer |         | |
| weitere Bilder \| Fotos hochladen | Fluttermühle Grotegaste                                   | Grotegaste, Westoverledingen (53° 10′ 8″ N, 7° 25′ 22″ O)     | Fluttermühle     |         | |

### Landkreis Lüchow-Dannenberg
Link zu einem Kartenansichtstool, um Koordinaten zu setzen.
| Bild                              | Mühle                  | Lage                                            | Typ                | Erbaut | Bemerkungen                                                           |
| --------------------------------- | ---------------------- | ----------------------------------------------- | ------------------ | ------ | --------------------------------------------------------------------- |
| Fotos hochladen                   | Turmwindmühle Kolborn  | Kolborn, Lüchow (52° 58′ 0″ N, 11° 11′ 5″ O)    | Turmwindmühle      |        | Keine Technik mehr, Privatwohnung                                     |
| weitere Bilder \| Fotos hochladen | Windmühle Quickborn    | Quickborn, Gusborn (53° 6′ 9″ N, 11° 11′ 38″ O) | Paltrockmühle      | 1919   | Station 40 der Niedersächsischen Mühlenstraße/Region Lüneburger Heide |
| BW                                | Prepower Turmholländer | Prepow, Zernien (53° 1′ 20″ N, 10° 53′ 27″ O)   | Holländerwindmühle | 1896   | Privatwohnung                                                         |

### Landkreis Lüneburg
Link zu einem Kartenansichtstool, um Koordinaten zu setzen.
| Bild                              | Mühle                        | Lage                                                 | Typ                     | Erbaut | Bemerkungen |
| --------------------------------- | ---------------------------- | ---------------------------------------------------- | ----------------------- | ------ | --- |
| weitere Bilder \| Fotos hochladen | Windmühle Artlenburg         | Artlenburg (53° 22′ 7″ N, 10° 29′ 58″ O)             | Galerieholländer        | 1833   | Station 4 der Niedersächsischen Mühlenstraße/Region Lüneburger Heide                                                                    |
| weitere Bilder \| Fotos hochladen | Windmühle Bardowick Wikidata | Bardowick (53° 18′ 8″ N, 10° 22′ 52″ O)              | Galerieholländer        | 1813   | Die Mühle ist noch voll funktionsfähig und kann besichtigt werden. Station 1 der Niedersächsischen Mühlenstraße/Region Lüneburger Heide |
| weitere Bilder \| Fotos hochladen | Windmühle Handorf            | Handorf (53° 20′ 19″ N, 10° 20′ 53″ O)               | Galerieholländer        | 1868   | Station 3 der Niedersächsischen Mühlenstraße/Region Lüneburger Heide                                                                    |
| Fotos hochladen                   | Windmühle Hittbergen         | Hittbergen (53° 20′ 33″ N, 10° 35′ 27″ O)            | Galerieholländer        | 1887   | |
| BW                                | Carrenziener Windmühle       | Neuhaus, Amt Neuhaus (53° 16′ 27″ N, 10° 55′ 45″ O)  | Galerieholländer        |        | |
| weitere Bilder \| Fotos hochladen | Niendorfer Mühle             | Niendorf, Amt Neuhaus (53° 18′ 45″ N, 10° 53′ 14″ O) | Sockelgeschossholländer |        | Umgebaut zu einer motorbetriebenen Mühle                                                                                                |

### Landkreis Nienburg/Weser
Link zu einem Kartenansichtstool, um Koordinaten zu setzen.
| Bild                              | Mühle                                          | Lage                                                           | Typ                                | Erbaut | Bemerkungen |
| --------------------------------- | ---------------------------------------------- | -------------------------------------------------------------- | ---------------------------------- | ------ | --- |
| Fotos hochladen                   | Alte Mühle in Binnen                           | Binnen (52° 37′ 27″ N, 9° 7′ 56″ O)                            |                                    |        | |
| Fotos hochladen                   | Mühle Husmann / Mühle Rohde                    | Bücken (52° 46′ 44″ N, 9° 8′ 18″ O)                            | Holländermühle                     |        | Nach einem Brand im Mai 1931 wurde der Stapel abgebrochen und der Betrieb mit einem Elektromotor weitergeführt |
| Fotos hochladen                   | Erichshäger Mühle / Mühle Beermann             | Erichshagen-Wölpe, Nienburg/Weser (52° 40′ 9″ N, 9° 14′ 38″ O) | Galerieholländer                   |        | Um 1868/1870 errichteter zweistöckiger Galerieholländer mit Kegelstumpf in massiv Ziegel. Die Mühle besaß drei Mahlgänge; seit 1951, als man die Flügel abnehmen musste, wurde mit einem Elektromotor weitergearbeitet bis 1963. Baudenkmal. |
| weitere Bilder \| Fotos hochladen | Windmühle Margarethe                           | Eystrup (52° 46′ 30″ N, 9° 13′ 15″ O)                          | Galerieholländer                   | 1861   | Station 29 der Niedersächsischen Mühlenstraße/Region zwischen Weser und Hunte |
| Fotos hochladen                   | Windmühle Hassel                               | Hassel (Weser) (52° 48′ 13″ N, 9° 12′ 33″ O)                   | Galerieholländer                   | 1881   | Ohne Kappe und Windwerk |
| Fotos hochladen                   | Mühle Wöhler                                   | Haßbergen (52° 43′ 36″ N, 9° 13′ 45″ O)                        |                                    |        | |
| Fotos hochladen                   | Windmühle                                      | Heemsen (52° 42′ 14″ N, 9° 15′ 46″ O)                          |                                    | 1895   | Um 1895 mit Ziegelmauerwerk errichtete Mühle ohne Kappe und Windwerk |
| weitere Bilder \| Fotos hochladen | Windmühle Hoyerhagen                           | Hoyerhagen (52° 49′ 28″ N, 9° 4′ 49″ O)                        | Galerieholländer                   | 1866   | Station 28 der Niedersächsischen Mühlenstraße/Region Zwischen Weser und Hunte |
| weitere Bilder \| Fotos hochladen | Windmühle Hoyersförde                          | Hoyersförde, Warmsen (52° 25′ 52″ N, 8° 50′ 33″ O)             | runder Steingalerieholländer       | 1861   | Galerie steht auf dem Boden; Station 39 der Niedersächsischen Mühlenstraße/Region Zwischen Weser und Hunte. Station der Westfälischen Mühlenroute                                                                                            |
| Fotos hochladen                   | Windmühle Husum                                | Husum (bei Nienburg) (52° 34′ 19″ N, 9° 14′ 58″ O)             | Holländermühle                     |        | Mühlenstumpf |
| weitere Bilder \| Fotos hochladen | Hochzeitsmühle Landesbergen                    | Landesbergen (52° 33′ 35″ N, 9° 7′ 30″ O)                      | Galerieholländer                   | 1872   | Nutzung als Hochzeitsmühle. Station 35 der Niedersächsischen Mühlenstraße/Zwischen Weser und Hunte |
| weitere Bilder \| Fotos hochladen | Windmühle Lavelsloh                            | Lavelsloh, Diepenau (52° 25′ 20″ N, 8° 43′ 41″ O)              | achtkantiger Steingalerieholländer | 1871   | Nutzung als Wohnung. Station 40 der Niedersächsischen Mühlenstraße/Zwischen Weser und Hunte |
| weitere Bilder \| Fotos hochladen | Mühle Dralle                                   | Loccum, Rehburg-Loccum (52° 27′ 6″ N, 9° 8′ 16″ O)             |                                    | 1849   | Erhielt 2013 nach 83 Jahren wieder Flügel. |
| weitere Bilder \| Fotos hochladen | Windmühle Mösloh                               | Mösloh, Warmsen (52° 25′ 25″ N, 8° 52′ 24″ O)                  | Wallholländer                      | 1860   | Station 38 der Niedersächsischen Mühlenstraße/Region Zwischen Weser und Hunte. Station der Westfälischen Mühlenroute |
| Fotos hochladen                   | Windmühle Münchehagen                          | Münchehagen, Rehburg-Loccum (52° 25′ 55″ N, 9° 11′ 16″ O)      | Turmwindmühle                      | 1853   | Es handelt sich um den steinernen Achtkant des Erdholländers. |
| Fotos hochladen                   | Leintormühle                                   | Nienburg/Weser, Windmühlenstraße (52° 37′ 44″ N, 9° 12′ 39″ O) | Erdholländer                       | 1847   | Achteckiger, konischer Mühlenturm aus Backsteinsichtmauerwerk. Als Lohmühle errichtet, nach 1890 zur Getreidemühle umgerüstet. |
| weitere Bilder \| Fotos hochladen | Rehburger Windmühle                            | Rehburg, Rehburg-Loccum (52° 27′ 43″ N, 9° 13′ 30″ O)          |                                    | 1821   | 1905 nach Blitzschlag bis auf den achteckigen Steinunterbau abgebrannt. |
| weitere Bilder \| Fotos hochladen | Ahrbecker Mühle                                | Rodewald, Zur Mühle (52° 41′ 44″ N, 9° 29′ 43″ O)              | Paltrockmühle                      | 1935   | Aus 1890 hierher versetzter Bockwindmühle und Teilen anderer Mühlen umgebaut. Station 33 der Niedersächsischen Mühlenstraße/Region zwischen Weser und Hunte                                                                                  |
| Fotos hochladen                   | Mühle Bösche                                   | Wechold, Wechold 105 (52° 51′ 6″ N, 9° 7′ 4″ O)                | Holländermühle                     | 1912   | Zeitweilig arbeitete die Mühle nur mit einem Flügelpaar, bis 1972 ein Sturm die Kappe mit dem letzten Flügelpaar wegriss |
| weitere Bilder \| Fotos hochladen | Ahrbecker Bockwindmühle / Bockwindmühle Martha | Wenden, Stöckse (52° 38′ 2″ N, 9° 22′ 9″ O)                    | Bockwindmühle                      | 1681   | Station 34 der Niedersächsischen Mühlenstraße/Region zwischen Weser und Hunte |

### Landkreis Northeim
Link zu einem Kartenansichtstool, um Koordinaten zu setzen.
| Bild                              | Mühle          | Lage                                          | Typ              | Erbaut | Bemerkungen                                                   |
| --------------------------------- | -------------- | --------------------------------------------- | ---------------- | ------ | ------------------------------------------------------------- |
| weitere Bilder \| Fotos hochladen | Stroiter Mühle | Stroit, Einbeck (51° 53′ 31″ N, 9° 52′ 17″ O) | Galerieholländer | 1850   | höchstgelegene Windmühle in Südniedersachsen, ca. 240 m ü. NN |

### Oldenburg (Oldenburg)
Link zu einem Kartenansichtstool, um Koordinaten zu setzen.
| Bild                              | Mühle                                   | Lage                                              | Typ              | Erbaut | Bemerkungen |
| --------------------------------- | --------------------------------------- | ------------------------------------------------- | ---------------- | ------ | --- |
| weitere Bilder \| Fotos hochladen | Oldenburger Mühle (Stadtteil Tweelbäke) | Oldenburg (Oldenburg) (53° 7′ 3″ N, 8° 15′ 30″ O) | Galerieholländer | 2002   | Neubau als Senfmühle. Seit 2008 Restaurant. Station 10 der Niedersächsischen Mühlenstraße/Region Oldenburger Münsterland und Wildeshauser Geest |

### Landkreis Oldenburg
| Bild                              | Mühle                                              | Lage                                                    | Typ              | Erbaut | Bemerkungen |
| --------------------------------- | -------------------------------------------------- | ------------------------------------------------------- | ---------------- | ------ | --- |
| weitere Bilder \| Fotos hochladen | De Lütje Anja                                      | Habbrügge, Ganderkesee (53° 2′ 33″ N, 8° 29′ 1″ O)      | Galerieholländer | 1870   | 1989 aus Groß Lessen hierher versetzt. Nutzung des Innenraums als Teestube; Nutzung der Mühle als Hochzeitsmühle. Station 6 der Niedersächsischen Mühlenstraße/Region Oldenburger Münsterland und Wildeshauser Geest. |
| Fotos hochladen                   | Harpstedter Windmühle Wikidata                     | Harpstedt (52° 54′ 27″ N, 8° 35′ 3″ O)                  | Galerieholländer | 1871   | denkmalgeschützt |
| weitere Bilder \| Fotos hochladen | Windmühle Emma Hengstlage                          | Hengstlage, Großenkneten (52° 59′ 54″ N, 8° 9′ 59″ O)   | Wallholländer    | 1947   | |
| Fotos hochladen                   | Sether Mühle Wikidata                              | Klein Henstedt, Prinzhöfte (52° 58′ 54″ N, 8° 33′ 2″ O) | Erdholländer     | 1851   | denkmalgeschützt. Station 5 der Niedersächsischen Mühlenstraße/Region Oldenburger Münsterland und Wildeshauser Geest.                                                                                                 |
| BW                                | Buckmann's Mühle / Schierbroker Windmühle Wikidata | Schierbrok, Ganderkesee (53° 5′ 28″ N, 8° 34′ 55″ O)    | Galerieholländer | 1894   | heute Wohnhaus; denkmalgeschützt |
| Fotos hochladen                   | Mühle Bergedorf                                    | Bergedorf, Ganderkesee (53° 0′ 50″ N, 8° 27′ 31″ O)     | Galerieholländer |        | |
| Fotos hochladen                   | Bookhorner Mühle                                   | Bookhorn, Ganderkesee (53° 2′ 33″ N, 8° 31′ 11″ O)      | Galerieholländer | 1850   | Wurde 1893 zusätzlich mit Dampfkraft ausgerüstet, 1945 beschädigt und nicht wieder in Betrieb genommen; Ruine. |
| BW                                | Holler Mühle                                       | Holle, Hude (53° 9′ 19″ N, 8° 23′ 6″ O)                 | Galerieholländer |        | Zwischenzeitlich ruinös, mit Flachdach wiederhergestellt; denkmalgeschützt. |
| BW                                | Mühle Engelbart                                    | Ganderkesee, Mühlenstraße (53° 1′ 47″ N, 8° 32′ 44″ O)  | Galerieholländer | 1880   | Korn- und Sägemühle, brennt am 19. April 1945 ab. |
| BW                                | Hohenheider Mühle                                  | Bookholzberg, Ganderkesee (53° 5′ 33″ N, 8° 32′ 32″ O)  | Galerieholländer | 1854   | 1906 bis auf die Grundmauern abgebrannt, neu aufgebaut; 1926 mit einem Dieselmotor ausgestattet; 1951 abgerissen. |
| Fotos hochladen                   | Schluttermühle / Mühle Diekmann                    | Schlutter, Ganderkesee (53° 1′ 19″ N, 8° 33′ 57″ O)     | Galerieholländer | 1873   | 1914 auf Dieselmotor umgestellt; vor 1965 abgerissen. |

### Osnabrück
Link zu einem Kartenansichtstool, um Koordinaten zu setzen.
| Bild                              | Mühle               | Lage                                  | Typ | Erbaut | Bemerkungen |
| --------------------------------- | ------------------- | ------------------------------------- | --- | ------ | --- |
| weitere Bilder \| Fotos hochladen | Mühle Rinker / Mues | Osnabrück (52° 16′ 43″ N, 8° 2′ 3″ O) |     | 1813   | 1812/13 erhielt Wilhelm Anton Rinker die Konzession für den Bau der Mühle. 1835 verkaufte Rinker die Mühle an Mues. Ca. 40 Jahre später wurde der Betrieb eingestellt |
| weitere Bilder \| Fotos hochladen | Lohmühle            | Osnabrück (52° 16′ 45″ N, 8° 2′ 2″ O) |     | 1809   | Ehemalige Lohmühle, entstanden 1809. 1922 wurde sie zum Wohnhaus umgebaut.                                                                                            |

### Landkreis Osnabrück
Link zu einem Kartenansichtstool, um Koordinaten zu setzen.
| Bild                              | Mühle                                      | Lage                                                             | Typ                      | Erbaut | Bemerkungen |
| --------------------------------- | ------------------------------------------ | ---------------------------------------------------------------- | ------------------------ | ------ | --- |
| weitere Bilder \| Fotos hochladen | Gradierwerk-Windmühle Bad Rothenfelde      | Bad Rothenfelde (52° 6′ 28″ N, 8° 10′ 15″ O)                     | Kokermühle               | 2007   | Rekonstruktion einer ursprünglich dem Transport der Sole auf das Gradierwerk dienenden Mühle. Platzierung auf dem Neuen Gradierwerk                                                                                        |
| weitere Bilder \| Fotos hochladen | Windmühle Melle-Drantum                    | Drantum, Melle (52° 11′ 55″ N, 8° 19′ 35″ O)                     | Galerieholländer         | 1860   | Achteckiger Erdholländer als Binnenkruier (d. h. von innen drehbar) an der Meyer-zum-Gottesberge-Straße. Gebäude in baufälligem Zustand. Mahlwerk erhalten. Flügel 1979 nach Schaden gekürzt. Abgerissen, 24. Januar 2017. |
| weitere Bilder \| Fotos hochladen | Everdings Mühle (Windmühle Groß-Mimmelage) | Groß-Mimmelage, Badbergen (52° 39′ 11″ N, 7° 52′ 46″ O)          | Galerieholländer         | 1785   | Nutzung des Innenraums als Café; Nutzung der Mühle als Hochzeitsmühle |
| weitere Bilder \| Fotos hochladen | Windmühle Lechtingen Wikidata              | Lechtingen, Wallenhorst (52° 20′ 30″ N, 8° 2′ 3″ O)              | Galeriewallholländer     | 1887   | Wegen ihrer Hanglage in einem ehemaligen Steinbruch besitzt die Mühle eine halbe Galerie; steht unter Denkmalschutz |
| weitere Bilder \| Fotos hochladen | Westhoyeler Mühle                          | Westhoyel, Melle (52° 10′ 24″ N, 8° 27′ 7″ O)                    | steinerner Wallholländer | 1870   | |
| weitere Bilder \| Fotos hochladen | Windmühle Glandorf                         | Glandorf (52° 5′ 5″ N, 7° 59′ 56″ O)                             |                          | 1839   | |
| Fotos hochladen                   | Brockmanns Mühle                           | Neuenkirchen (Landkreis Osnabrück) (52° 25′ 10″ N, 7° 50′ 34″ O) |                          |        | Die Mühle stellte früher Feinmehle her, seit der Modernisierung 1960 (Umstellung von Hand- auf Elektrobetrieb) wird sie als Kraftfutterwerk genutzt.                                                                       |

### Landkreis Osterholz
Link zu einem Kartenansichtstool, um Koordinaten zu setzen.
| Bild                              | Mühle                           | Lage                                                           | Typ                           | Erbaut        | Bemerkungen |
| --------------------------------- | ------------------------------- | -------------------------------------------------------------- | ----------------------------- | ------------- | --- |
| weitere Bilder \| Fotos hochladen | Aschwardener Windmühle Wikidata | Aschwarden, Schwanewede (53° 16′ 55″ N, 8° 31′ 29″ O)          | Galerieholländer              | 1850 und 1896 | Station 38 der Niedersächsischen Mühlenstraße/Region Zwischen Nordsee, Elbe und Weser. Die Mühle ist voll funktionsfähig und kann besichtigt werden. |
| Fotos hochladen                   | Wallhöfener Mühle Wikidata      | Hambergen, Vollersode (53° 19′ 0″ N, 8° 53′ 42″ O)             | Durchfahrts-Gallerieholländer | 1880          | nach 1970 zum Wohnen genutzt |
| Fotos hochladen                   | Frankenburger Mühle Wikidata    | Lilienthal (53° 10′ 31″ N, 8° 54′ 21″ O)                       |                               |               | |
| weitere Bilder \| Fotos hochladen | Lübberstedter Mühle             | Lübberstedt (53° 20′ 19″ N, 8° 48′ 50″ O)                      | Wallholländer mit Durchfahrt  | 1909          | Station 29 der Niedersächsischen Mühlenstraße/Region Zwischen Nordsee, Elbe und Weser                                                                |
| Fotos hochladen                   | Windmühle Ostersode             | Ostersode, Worpswede (53° 18′ 41″ N, 8° 57′ 45″ O)             | Galarieholländer              | 1852          | |
| Fotos hochladen                   | Windmühle Sandhausen Wikidata   | Sandhausen, Osterholz-Scharmbeck (53° 15′ 45″ N, 8° 48′ 55″ O) | Galerieholländer              | 1795          | |
| Fotos hochladen                   | Windmühle am Hafen Wikidata     | Osterholz-Scharmbeck (53° 13′ 6″ N, 8° 48′ 23″ O)              | Galerieholländer              | 1769          | 1946 wurde das Windwerk durch Blitzeinschlag zerstört. Die Mühle wurde als Restaurant genutzt.                                                       |
| weitere Bilder \| Fotos hochladen | Windmühle von Rönn Wikidata     | Scharmbeck, Osterholz-Scharmbeck (53° 13′ 47″ N, 8° 47′ 26″ O) | Galerieholländer              | 1883          | Station 36 der Niedersächsischen Mühlenstraße/Region Zwischen Nordsee, Elbe und Weser                                                                |
| weitere Bilder \| Fotos hochladen | Windmühle Worpswede Wikidata    | Worpswede (53° 13′ 21″ N, 8° 54′ 18″ O)                        | Erdholländer                  | 1838          | Station 32 der Niedersächsischen Mühlenstraße/Region Zwischen Nordsee, Elbe und Weser                                                                |

### Landkreis Peine
Link zu einem Kartenansichtstool, um Koordinaten zu setzen.
| Bild                              | Mühle                         | Lage                                               | Typ                    | Erbaut | Bemerkungen |
| --------------------------------- | ----------------------------- | -------------------------------------------------- | ---------------------- | ------ | --- |
| Fotos hochladen                   | Ehemalige Windmühle Edemissen | Edemissen (52° 23′ 27″ N, 10° 15′ 44″ O)           |                        |        | |
| Fotos hochladen                   | Windmühle an der Harberstraße | Hohenhameln (52° 15′ 23″ N, 10° 3′ 19″ O)          | Bockwindmühle          |        | Bockwindmühle auf Rundsockel in Ziegelmauerwerk mit flachen Dachkegel. Hauskörper mit senkrechter Holzlattung, Flügelspitze und Walmdach mit Schindeln behängt              |
| weitere Bilder \| Fotos hochladen | Töpfers Mühle                 | Peine (52° 19′ 14″ N, 10° 13′ 35″ O)               | Galerieholländer       |        | |
| weitere Bilder \| Fotos hochladen | Metzingsche Mühle             | Stederdorf, Peine (52° 20′ 37″ N, 10° 15′ 48″ O)   | Erdholländer           | 1884   | Auf einem Hügel südöstlich von Stedersdorf bei Peine steht die „Metzingsche Mühle“, die heute als Industrieanlage genutzt wird.                                             |
| weitere Bilder \| Fotos hochladen | Woltersche Mühle              | Stederdorf, Peine (52° 21′ 39″ N, 10° 14′ 59″ O)   | Bockwindmühle          | 1884   | Nördlich von Stederdorf steht die hölzerne, 1997 restaurierte Bockwindmühle aus dem Jahr 1884. Station 28 der Niedersächsischen Mühlenstraße/Region Zwischen Harz und Heide |
| weitere Bilder \| Fotos hochladen | Mühle Vöhrum                  | Vöhrum, Peine (52° 20′ 56″ N, 10° 10′ 12″ O)       | Stein-Erdholländer     | 1891   | Station 30 der Niedersächsischen Mühlenstraße/Region Zwischen Harz und Heide                                                                                                |
| Fotos hochladen                   | Zweidorfer Mühle              | Zweidorf, Wendeburg (52° 19′ 38″ N, 10° 22′ 13″ O) | Erdholländer Windmühle |        | |

### Landkreis Rotenburg (Wümme)
| Bild                              | Mühle                               | Lage                                                  | Typ              | Erbaut     | Bemerkungen |
| --------------------------------- | ----------------------------------- | ----------------------------------------------------- | ---------------- | ---------- | --- |
| weitere Bilder \| Fotos hochladen | Windmühle Brockel / Brockeler Mühle | Brockel (53° 5′ 36″ N, 9° 31′ 8″ O)                   | Galerieholländer | 1860       | Museumsmühle mit Heimatmuseum, Station 59 der Niedersächsischen Mühlenstraße/Region Zwischen Weser und Elbe |
| Fotos hochladen                   | Windmühle Elm, genannt Henriette    | Elm, Bremervörde (53° 31′ 21″ N, 9° 12′ 48″ O)        | Galerieholländer | 1773, 1871 | 1773 in Hamburg-Övelgönne gebaut, 1871 versetzt nach Elm, bis 1994 Mühlenbetrieb, heute museal mit Bäckerei- und Heimatmuseum genutzt                                                                                    |
| Fotos hochladen                   | Mühlenstumpf                        | Elsdorf (Niedersachsen) (53° 14′ 45″ N, 9° 21′ 33″ O) |                  |            | |
| weitere Bilder \| Fotos hochladen | Mühle Sabine                        | Sandbostel (53° 24′ 46″ N, 9° 7′ 44″ O)               | Erdholländer     | um 1890    | Nutzung zu Wohnzwecken (in Privatbesitz). Station 68 der Niedersächsischen Mühlenstraße/Region Zwischen Nordsee, Elbe und Weser                                                                                          |
| Fotos hochladen                   | Windmühle Westerversede             | Scheeßel, Westervesede (53° 9′ 2″ N, 9° 33′ 30″ O)    | Galerieholländer | 1874       | 1946 wurde der Mühlenkopf mit Flügel durch einen Sturm abgerissen. Eine Reparatur war nicht möglich, deshalb Umrüstung auf Strombetrieb. Aufgabe des Mühlenbetriebes in 1985. Mühle steht unter Denkmalschutz seit 2005. |
| weitere Bilder \| Fotos hochladen | Mühle Elisabeth                     | Selsingen (53° 22′ 1″ N, 9° 13′ 9″ O)                 | Galerieholländer | 1868       | Nutzung als Kaffeestube. Station 69 der Niedersächsischen Mühlenstraße/Region Zwischen Nordsee, Elbe und Weser |

### Salzgitter
Link zu einem Kartenansichtstool, um Koordinaten zu setzen.
| Bild                              | Mühle                              | Lage                                                 | Typ           | Erbaut | Bemerkungen |
| --------------------------------- | ---------------------------------- | ---------------------------------------------------- | ------------- | ------ | --- |
| weitere Bilder \| Fotos hochladen | Bockwindmühle Lichtenberg Wikidata | Lichtenberg, Salzgitter (52° 8′ 4″ N, 10° 17′ 29″ O) | Bockwindmühle | 1810   | Seit 1944 / 1964 unter Denkmalschutz, 1999/2000 Bock und Flügelkreuz erneuert. Wird durch Heimatkreis Lichtenberg betreut, ist begehbar und nimmt seit 2012 am Mühlentag teil. |
| weitere Bilder \| Fotos hochladen | Osterlinder Bockwindmühle          | Salder, Salzgitter (52° 8′ 6″ N, 10° 20′ 15″ O)      | Bockwindmühle | 1566   | Die Mühle stand ursprünglich in Burgdorf bei Salzgitter, wurde im 19. Jh. nach Osterlinde umgesetzt und ist seit 1984 Teil des Ensembles um das Museum Schloss Salder. Die Mühle kann als betriebsfähiges Denkmal besichtigt werden. Station 25 der Niedersächsischen Mühlenstraße/Region Zwischen Harz und Heide |

### Landkreis Schaumburg
Link zu einem Kartenansichtstool, um Koordinaten zu setzen.
| Bild                              | Mühle                                       | Lage                                                                     | Typ                   | Erbaut | Bemerkungen |
| --------------------------------- | ------------------------------------------- | ------------------------------------------------------------------------ | --------------------- | ------ | --- |
| Fotos hochladen                   | Altenhäger Windmühle                        | Altenhagen, Hagenburg (52° 26′ 7″ N, 9° 20′ 50″ O)                       | Turmholländer         |        | nach 1955 abgerissen |
| weitere Bilder \| Fotos hochladen | Antendorfer Mühle                           | Antendorf, Auetal (52° 14′ 7″ N, 9° 17′ 43″ O)                           | Runder Steinholländer | 1883   | Die Mühle wurde als Ersatz einer abgebrannten, um 1600 erbauten hölzernen Vorgängerin errichtet.                                           |
| weitere Bilder \| Fotos hochladen | Windmühle Escher                            | Escher, Auetal (52° 14′ 6″ N, 9° 15′ 33″ O)                              | Holländer             | 1883   | Die Mühle wurde als Ersatz einer abgebrannten Bockwindmühle errichtet. Baudenkmal.                                                         |
| BW                                | Windmühle Meerbeck                          | Meerbeck (52° 20′ 22″ N, 9° 9′ 37″ O)                                    | Steinholländer        | 1868   | [ 47 ] |
| weitere Bilder \| Fotos hochladen | Rodenberger Windmühle / Windmühle Rodenberg | Rodenberg (52° 18′ 43″ N, 9° 20′ 37″ O)                                  | Runder Steinholländer | 1850   | Station 9 der Niedersächsischen Mühlenstraße/Region Weserbergland. Einzige Windmühle mit erhaltenen Flügeln in Schaumburg.                 |
| Fotos hochladen                   | Sachsenhäger Mühle, Conradi-Mühle           | Sachsenhagen, Dühlfeld (52° 23′ 27″ N, 9° 16′ 19″ O)                     | Holländerwindmühle    |        | Achteckige Getreidemühle, 1948 zu Wohnhaus umgebaut, Flügel nach Steinhude (Paula)                                                         |
| Fotos hochladen                   | Prinzhorn-Mühle                             | Sachsenhagen, Königsberger Straße 4 (52° 24′ 4″ N, 9° 16′ 3″ O)          | Turmholländer         | 1870   | Runder Holländer, seit 1882 Hilfsantrieb mit Dampfmaschine, 1932 Dieselmotor. 1952 Betrieb eingestellt. Umgebaut zum Wohnhaus.             |
| weitere Bilder \| Fotos hochladen | Mühle Waltringhausen                        | Waltringhausen, Bad Nenndorf, Dorfstraße 63 (52° 20′ 44″ N, 9° 24′ 9″ O) | Steinholländer        | 1859   | |
| BW                                | Dralle-Mühle                                | Wölpinghausen, Bergkirchener Straße 1 (52° 25′ 0″ N, 9° 14′ 47″ O)       | Holländerwindmühle    | 1914   | Als Ersatz für abgebrannte Bockwindmühle aus Stadthagen hierher versetzt. 1945 auf Elektromotorantrieb umgebaut. 1955 Betrieb eingestellt. |

### Landkreis Stade
Link zu einem Kartenansichtstool, um Koordinaten zu setzen.
| Bild                              | Mühle                                       | Lage                                                                 | Typ              | Erbaut          | Bemerkungen |
| --------------------------------- | ------------------------------------------- | -------------------------------------------------------------------- | ---------------- | --------------- | --- |
| Fotos hochladen                   | Windmühle Amanda                            | Düdenbüttel, Oldendorf-Himmelpforten (53° 35′ 34″ N, 9° 22′ 52″ O)   | Galerieholländer |                 | |
| weitere Bilder \| Fotos hochladen | Wehbers Mühle Wikidata                      | Himmelpforten (53° 36′ 55″ N, 9° 18′ 7″ O)                           | Galerieholländer | 1871            | Station 11 der Niedersächsischen Mühlenstraße |
| weitere Bilder \| Fotos hochladen | Windmühle Aurora / Borsteler Mühle Wikidata | Jork (53° 32′ 23″ N, 9° 41′ 34″ O)                                   | Galerieholländer | 1856            | Station 3 der Niedersächsischen Mühlenstraße/Region Zwischen Nordsee, Elbe und Weser                                                             |
| weitere Bilder \| Fotos hochladen | Windmühle "Venti Amica"                     | Samtgemeinde Lühe, Hollern-Twielenfleth (53° 36′ 4″ N, 9° 33′ 22″ O) | Galerieholländer | vermutlich 1837 | Die alte Bockwindmühle wurde 1818 bei einem Sturm zerstört, die Holländermühle wurde neu erbaut, der neue Pächter wurde urkundlich 1837 erwähnt. |
| weitere Bilder \| Fotos hochladen | Windmühle Anna Maria                        | Mulsum, Kutenholz (53° 30′ 10″ N, 9° 18′ 36″ O)                      | Galerieholländer | 1843            | Station 9 der Niedersächsischen Mühlenstraße/Region Stade                                                                                        |
| weitere Bilder \| Fotos hochladen | Windmühle am Schiffertor Wikidata           | Stade (53° 36′ 18″ N, 9° 27′ 58″ O)                                  | Galerieholländer | 1856            | Vincent Lübeck Gymnasium. Station 4 der Niedersächsischen Mühlenstraße/Region Zwischen Nordsee, Elbe und Weser                                   |
| weitere Bilder \| Fotos hochladen | Historische Bockwindmühle                   | Stade (53° 35′ 58″ N, 9° 28′ 16″ O)                                  | Bockwindmühle    |                 | |

### Landkreis Uelzen
Link zu einem Kartenansichtstool, um Koordinaten zu setzen.
| Bild                              | Mühle                 | Lage                                      | Typ            | Erbaut                     | Bemerkungen |
| --------------------------------- | --------------------- | ----------------------------------------- | -------------- | -------------------------- | --- |
| BW                                | Bockwindmühle Auguste | Suhlendorf (52° 55′ 30″ N, 10° 45′ 22″ O) | Bockwindmühle  | 1810                       | Bockwindmühle mit Segelflügeln, vollständige Einrichtung, 1810 in Alvesse bei Braunschweig erbaut, 1975 auf das Museumsgelände transloziert, voll funktionsfähig. |
| weitere Bilder \| Fotos hochladen | Kaisergarten-Mühle    | Suhlendorf (52° 55′ 57″ N, 10° 46′ 1″ O)  | Bockwindmühle  |                            | |
| Fotos hochladen                   | Waldmühle             | Suhlendorf (52° 55′ 31″ N, 10° 45′ 16″ O) | Holländermühle | Mitte des 19. Jahrhunderts | Die Mühle wurde 1970 zum Hotel umgebaut |

### Landkreis Vechta
Link zu einem Kartenansichtstool, um Koordinaten zu setzen.
| Bild                              | Mühle                              | Lage                                             | Typ              | Erbaut | Bemerkungen |
| --------------------------------- | ---------------------------------- | ------------------------------------------------ | ---------------- | ------ | --- |
| weitere Bilder \| Fotos hochladen | Selings Mühle                      | Neuenkirchen-Vörden (52° 30′ 15″ N, 8° 4′ 18″ O) | Galerieholländer | 1824   | Station 30 der Niedersächsischen Mühlenstraße/Region Oldenburger Münsterland und Wildeshauser Geest                                                                                        |
| weitere Bilder \| Fotos hochladen | Windmühle Schwege / Schweger Mühle | Schwege, Dinklage (52° 39′ 9″ N, 8° 6′ 41″ O)    | Galerieholländer | 1848   | Mühlenfest an jedem 1. Sonntag im August. Station 31 der Niedersächsischen Mühlenstraße/Region Oldenburger Münsterland und Wildeshauser Geest                                              |
| weitere Bilder \| Fotos hochladen | Borgerdings Mühle                  | Langförden, Vechta (52° 46′ 7″ N, 8° 15′ 0″ O)   | Galerieholländer | 2007   | Nachbau einer abgerissenen Windmühle am selben Standort. Gewerbliche Nutzung als Café. Station 19 der Niedersächsischen Mühlenstraße/Region Oldenburger Münsterland und Wildeshauser Geest |
| Fotos hochladen                   | Bunten Mühle                       | Langförden, Vechta (52° 47′ 32″ N, 8° 15′ 32″ O) | Galerieholländer | 1853   | 1959 Flügel und Steert abgenommen; 2018 Achtkant abgerissen |
| BW                                | Meyers Mühle                       | Vechta (52° 44′ 2″ N, 8° 17′ 32″ O)              | Holländermühle   |        | |
| BW                                | Siemers Mühle                      | Vechta (52° 44′ 18″ N, 8° 17′ 18″ O)             | Holländermühle   |        | achteckig; Galerie |

### Landkreis Verden
Link zu einem Kartenansichtstool, um Koordinaten zu setzen.
| Bild                              | Mühle                                       | Lage                                                   | Typ              | Erbaut    | Bemerkungen                                                                           |
| --------------------------------- | ------------------------------------------- | ------------------------------------------------------ | ---------------- | --------- | ------------------------------------------------------------------------------------- |
| weitere Bilder \| Fotos hochladen | Windmühle Achim Wikidata                    | Achim (Landkreis Verden) (53° 0′ 15″ N, 9° 2′ 16″ O)   | Galerieholländer | 1761      | bis 1969 in Betrieb; heute Museumsmühle. Baudenkmal                                   |
| weitere Bilder \| Fotos hochladen | Windmühle Blender                           | Blender (52° 55′ 49″ N, 9° 8′ 24″ O)                   | Galerieholländer | 1872      | Station 47 der Niedersächsischen Mühlenstraße/Region Zwischen Nordsee, Elbe und Weser |
| Fotos hochladen                   | Windmühle Westermann                        | Blender, Einste (52° 55′ 5″ N, 9° 6′ 22″ O)            | Turmwindmühle    |           |                                                                                       |
| Fotos hochladen                   | Intscheder Mühlenstumpf                     | Intschede, Blender (52° 57′ 31″ N, 9° 7′ 51″ O)        |                  |           |                                                                                       |
| Fotos hochladen                   | Windmühle Dörverden                         | Dörverden (52° 51′ 3″ N, 9° 13′ 53″ O)                 | Galerieholländer | 1857      |                                                                                       |
| weitere Bilder \| Fotos hochladen | Windmühle Westen                            | Westen, Dörverden (52° 50′ 0″ N, 9° 18′ 46″ O)         | Galerieholländer | 1894      |                                                                                       |
| weitere Bilder \| Fotos hochladen | Windmühle Emtinghausen / Emtinghauser Mühle | Emtinghausen (52° 55′ 55″ N, 8° 58′ 4″ O)              | Galerieholländer | 1873      | Station 46 der Niedersächsischen Mühlenstraße/Region Zwischen Nordsee, Elbe und Weser |
| weitere Bilder \| Fotos hochladen | Mühle Jan Wind                              | Etelsen, Langwedel (52° 59′ 54″ N, 9° 7′ 6″ O)         | Galerieholländer | 1871      | Station 53 der Niedersächsischen Mühlenstraße/Region Zwischen Nordsee, Elbe und Weser |
| Fotos hochladen                   | Schmomühle                                  | Brunsbrock, Kirchlinteln (52° 57′ 21″ N, 9° 22′ 40″ O) | Galerieholländer |           |                                                                                       |
| Fotos hochladen                   | Windmühle Holtum Geest                      | Holtum, Kirchlinteln (52° 59′ 38″ N, 9° 18′ 15″ O)     |                  |           |                                                                                       |
| Fotos hochladen                   | Windmühle Quelkhorn                         | Quelkhorn, Ottersberg (53° 8′ 12″ N, 9° 4′ 37″ O)      | Erdholländer     | 1880/1881 |                                                                                       |
| weitere Bilder \| Fotos hochladen | Windmühle Riede                             | Riede (52° 58′ 36″ N, 8° 56′ 19″ O)                    | Galerieholländer | 1872      |                                                                                       |
| Fotos hochladen                   | Wesermühle                                  | Wulmstorf, Thedinghausen (52° 56′ 15″ N, 9° 5′ 46″ O)  |                  | 1870      |                                                                                       |

### Landkreis Wesermarsch
Link zu einem Kartenansichtstool, um Koordinaten zu setzen.
| Bild                              | Mühle                | Lage                                             | Typ              | Erbaut  | Bemerkungen |
| --------------------------------- | -------------------- | ------------------------------------------------ | ---------------- | ------- | --- |
| weitere Bilder \| Fotos hochladen | Moorseer Mühle       | Nordenham-Moorsee (53° 29′ 25″ N, 8° 25′ 38″ O)  | Galerieholländer | 1903/04 | Doppelwindrose. Station der Friesischen Mühlenstraße. Station 3 der Niedersächsischen Mühlenstraße/Region Ostfriesland |
| weitere Bilder \| Fotos hochladen | Fluttermühle Moorsee | Moorsee, Nordenham (53° 29′ 23″ N, 8° 25′ 39″ O) | Fluttermühle     |         | |
| weitere Bilder \| Fotos hochladen | Seefelder Mühle      | Seefeld, Stadland (53° 27′ 27″ N, 8° 20′ 48″ O)  | Galerieholländer | 1876    | Station der Friesischen Mühlenstraße. Station 5 der Niedersächsischen Mühlenstraße/Region Ostfriesland                 |
| Fotos hochladen                   | Windmühle Berne      | Weserdeich, Berne (53° 12′ 0″ N, 8° 29′ 45″ O)   | Galerieholländer | 1865    | Flügel fehlen; denkmalgeschützt                                                                                        |

### Wilhelmshaven
Link zu einem Kartenansichtstool, um Koordinaten zu setzen.
| Bild                              | Mühle                       | Lage                                                   | Typ              | Erbaut | Bemerkungen                                                                                             |
| --------------------------------- | --------------------------- | ------------------------------------------------------ | ---------------- | ------ | --- |
| weitere Bilder \| Fotos hochladen | Kopperhörner Mühle Wikidata | Heppens, Wilhelmshaven (53° 31′ 45″ N, 8° 6′ 59″ O)    | Galerieholländer | 1839   | Station der Friesischen Mühlenstraße. Station 10 der Niedersächsischen Mühlenstraße/Region Ostfriesland |
| weitere Bilder \| Fotos hochladen | Sengwarder Mühle            | Sengwarden, Wilhelmshaven (53° 35′ 27″ N, 8° 2′ 41″ O) | Galerieholländer | 1863   | Flügelnachführung durch Steert. Station 11 der Niedersächsischen Mühlenstraße/Region Ostfriesland       |

### Landkreis Wittmund
Link zu einem Kartenansichtstool, um Koordinaten zu setzen.
| Bild                              | Mühle                              | Lage                                                  | Typ              | Erbaut | Bemerkungen |
| --------------------------------- | ---------------------------------- | ----------------------------------------------------- | ---------------- | ------ | --- |
| weitere Bilder \| Fotos hochladen | Carolinensieler Mühle              | Carolinensiel, Wittmund (53° 41′ 33″ N, 7° 47′ 37″ O) | Galerieholländer | 1742   | Nutzung als Ferienwohnung |
| weitere Bilder \| Fotos hochladen | Klaashensche Mühle Wikidata        | Schweindorf (53° 35′ 51″ N, 7° 28′ 17″ O)             | Galerieholländer | 1907   | Vorgängerbau im Jahr 1906 abgebrannt. Flügel, Kappe und Galerie 1961 demontiert. Wiederaufbau im Jahr 1998 mit dem Aufsetzen der neuen Mühlenkappe und dem Anbau des Steerts abgeschlossen. Die Mühle wird betreut vom Mühlenverein Schweindorf. Besichtigung nach telefonischer Voranmeldung möglich. Station 19 der Niedersächsischen Mühlenstraße/Region Ostfriesland                                                                              |
| Fotos hochladen                   | Mühle Wiebersiek                   | Schweindorf (53° 35′ 39″ N, 7° 27′ 42″ O)             | Galerieholländer | 1907   | Ursprünglich auch Sägewerk angeschlossen. Kappe und Flügel 1967 demontiert. |
| weitere Bilder \| Fotos hochladen | Peldemühle Wittmund                | Wittmund (53° 34′ 56″ N, 7° 46′ 29″ O)                | Galerieholländer | 1741   | Die Anlage wurde 1741 bereits als Galerieholländer erbaut und ist damit wohl die älteste Mühle ihrer Art in Norddeutschland. Der eigentliche Mühlenbetrieb wurde 1974 eingestellt. Ab 1986 gab es umfassende Restaurierung, seit 1991 ist sie wieder betriebsfähig. Eigentümerin der Mühle ist die Johann-und-Helene-Ihnen-Stiftung. Die Mühle wird heute als Heimatmuseum genutzt. Station 22 der Niedersächsischen Mühlenstraße/Region Ostfriesland |
| weitere Bilder \| Fotos hochladen | Siuts-Mühle                        | Wittmund (53° 34′ 30″ N, 7° 46′ 40″ O)                | Galerieholländer | 1884   | Die erste Erwähnung einer Mühle an dieser Stelle war 1648 und betraf eine Bockwindmühle. Diese wurde 1884 ein Raub der Flammen. Die jetzige Anlage stand ursprünglich in Norden und wurde nach dem Brand hier aufgebaut. Station 23 der Niedersächsischen Mühlenstraße/Region Ostfriesland |
| weitere Bilder \| Fotos hochladen | Altfunnixsieler Mühle              | Funnix, Wittmund (53° 39′ 10″ N, 7° 46′ 40″ O)        | Erdholländer     | 1802   | Heute Nutzung als Ferienwohnung. Haube abgenommen. |
| weitere Bilder \| Fotos hochladen | Berdumer Mühle / Krullsche Mühle   | Berdum, Wittmund (53° 37′ 43″ N, 7° 49′ 4″ O)         | Erdholländer     | 1829   | Die Mühle wurde 1972 stillgelegt. Ab 1989 arbeitete der Mühlenverein an der Wiederinbetriebnahme, dieser übernahm 1991 dann die Mühle. |
| weitere Bilder \| Fotos hochladen | Buttforder Mühle                   | Buttforde, Wittmund (53° 37′ 6″ N, 7° 43′ 41″ O)      | Galerieholländer | 1815   | Bis 1955 mit Windkraft betrieben. |
| weitere Bilder \| Fotos hochladen | Peldemühle Esens                   | Esens (53° 39′ 0″ N, 7° 36′ 45″ O)                    | Galerieholländer | 1850   | Im August 1945 brach ein Flügelpaar ab, das andere wurde daraufhin ebenfalls abgebaut und die Mühle auf Motorkraft umgestellt. Der Betrieb wurde 1952 eingestellt. 1986 wurde die Mühle von der Stadt Esens gekauft und zum Heimatmuseum umgebaut. |
| weitere Bilder \| Fotos hochladen | Johanni-Mühle                      | Fulkum, Esens (53° 38′ 4″ N, 7° 31′ 20″ O)            | Galerieholländer | 1865   | Bereits 1909 wurde die Mühle renoviert. Im Jahr 1929 bekam die Anlage einen Elektromotor, als der Betrieb 1954 eingestellt wurde, waren es bereits fünf Motoren. Am 21. August 2000 brannte die Mühle wegen eines technischen Defekts bis auf die Grundmauern ab. |
| weitere Bilder \| Fotos hochladen | Mühle Erks                         | Horsten, Friedeburg (53° 27′ 3″ N, 7° 56′ 28″ O)      | Galerieholländer | 1839   | Die Anlage wurde im Laufe der Zeit mehrfach umgebaut und ist seit 1988 wieder voll funktionsfähig. Flügelkreuz und Windrose vor einigen Jahren aus Sicherheitsgründen demontiert. |
| weitere Bilder \| Fotos hochladen | Nenndorfer Windmühle               | Nenndorf (53° 35′ 18″ N, 7° 26′ 49″ O)                | Galerieholländer | 1850   | Die ursprüngliche Mühle wurde 1872 bei einem Sturm schwer beschädigt und beim Wiederaufbau um ein Stockwerk erhöht. Sie war bis 1991 in Familienbesitz, als die Gemeinde die Anlage übernahm. |
| weitere Bilder \| Fotos hochladen | Seriemer Mühle De Goede Verwagting | Seriem, Neuharlingersiel (53° 41′ 7″ N, 7° 41′ 46″ O) | Galerieholländer | 1804   | Die Mühle wurde bis 1975 gewerblich genutzt. |
| weitere Bilder \| Fotos hochladen | Utarper Mühle                      | Utarp (53° 36′ 37″ N, 7° 28′ 48″ O)                   | Galerieholländer | 1909   | Bis 1960 als Windmühle in Betrieb. Bauwerk als Ruine erhalten. |
| weitere Bilder \| Fotos hochladen | Werdumer Mühle Wikidata            | Werdum, Esens (53° 39′ 37″ N, 7° 43′ 10″ O)           | Erdholländer     | 1748   | Der Windbetrieb wurde 1960 und der gesamte Mühlenbetrieb 1971 eingestellt. |
| weitere Bilder \| Fotos hochladen | Windmühle Ochtersum                | Ochtersum (53° 36′ 36″ N, 7° 31′ 49″ O)               | Turmholländer    | 1911   | Umgebaut zu einem Wohnhaus |

### Landkreis Wolfenbüttel
Link zu einem Kartenansichtstool, um Koordinaten zu setzen.
| Bild                              | Mühle                           | Lage                                                 | Typ                | Erbaut | Bemerkungen                                                                  |
| --------------------------------- | ------------------------------- | ---------------------------------------------------- | ------------------ | ------ | ---------------------------------------------------------------------------- |
| weitere Bilder \| Fotos hochladen | Bockwindmühle Abbenrode         | Abbenrode, Cremlingen (52° 14′ 45″ N, 10° 43′ 26″ O) | Bockwindmühle      | 1880   | Museumsmühle                                                                 |
| weitere Bilder \| Fotos hochladen | Windmühle am Bungenstedter Turm | Halchter, Wolfenbüttel (52° 7′ 52″ N, 10° 33′ 30″ O) | Holländerwindmühle | 1877   | Station 15 der Niedersächsischen Mühlenstraße/Region Zwischen Harz und Heide |
| weitere Bilder \| Fotos hochladen | Windmühle Hedeper               | Hedeper (52° 3′ 54″ N, 10° 40′ 31″ O)                | Erdholländer       | 1900   | Station 16 der Niedersächsischen Mühlenstraße/Zwischen Harz und Heide        |

### Wolfsburg
Link zu einem Kartenansichtstool, um Koordinaten zu setzen.
| Bild                              | Mühle                                     | Lage                                                | Typ           | Erbaut | Bemerkungen                                                                 |
| --------------------------------- | ----------------------------------------- | --------------------------------------------------- | ------------- | ------ | --------------------------------------------------------------------------- |
| weitere Bilder \| Fotos hochladen | Bockwindmühle Schradersche Mühle Wikidata | Kreuzheide, Wolfsburg (52° 26′ 55″ N, 10° 47′ 6″ O) | Bockwindmühle | 1861   | Station 2 der Niedersächsischen Mühlenstraße/Region Zwischen Harz und Heide |